# Євреї Алжиру
Алжирські євреї — етнічна група єврейського та мішаного єврейсько-берберського походження, що впродовж останніх 2,5 тис. років проживала в Магрибі на півночі Африки, на території сучасної держави Алжир. Археологічно підтвердженим є факт масової міграції на ці землі євреїв після придушення повстань на Близькому Сході за часів Римської доби . Арабські завоювання дозволили євреям переселитися до Піренейського півострова й залишити помітний внесок в європейській культурі й науці, прислужитись збереженням її античного цивілізаційного надбання, будучи своєрідним медіатором не тільки в просторі, між східною і західною культурами, але й в часі, між інтелектуальними здобутками античності і доби Відродження . За часів Нової доби алжирські євреї стали знов містком, але вже внутрішньоетнічним, зберігши надбання сефардської гілки, змогли поєднати його, через масову міграцію до Франції, з ашкеназькою . Єврейська громада Алжиру остаточно щезла за часів незалежності . Велика частина алжирських євреїв переселилась до Франції, частина репатріювала до Ізраїлю . Вихідці з Алжиру єврейського походження роблять помітний внесок в розвиток сучасної французької, ізраїльської та загальносвітової культури, мистецтва, науки, філософії, спорту, не залишаючись осторонь як проблем збереження власної історичної пам'яті й оригінальної культури, так і глобальних проблем, що хвилюють людство .

## Історія

### Античні часи
Історія єврейської діаспори на території сучасного Алжиру налічує більше двох тисячоліть. У Талмуді розповідається про те, що серед вигнаних євреями ханаанців були й єврейськомовні. За свідченням візантійського історика Прокопія Кесарійського, в Нумідії, в місті Тігісісі (на місці сучасного містечка Айн-Бордж за 50 км від Константіни) євреї звели власну фортецю, в якій поряд з джерелом знаходилися два мармурових пілона з написом фінікійською: 
|  | Ми ті, хто втік від Ісуса, сина Навина. |

Євреї, за свідченням давньоримського історика Йосипа Флавія, почали селитися на території Алжиру від 320 року до н. е., коли Птолемей I Сотер опанував Єрусалимом і переселив 100 тис. євреїв до Африки, спочатку до Єгипту, звідкіля вони перебрались спочатку до Киренаїки, а потім і до Магрибу. Присутність єврейського населення в римську добу підтверджується численними археологічними знахідками епітафій на надгробках. Єврейське населення Алжиру збільшилася після руйнування Єрусалима давніми римлянами у першій половині II століття. У цей період юдаїзм широко поширився серед берберських племен.

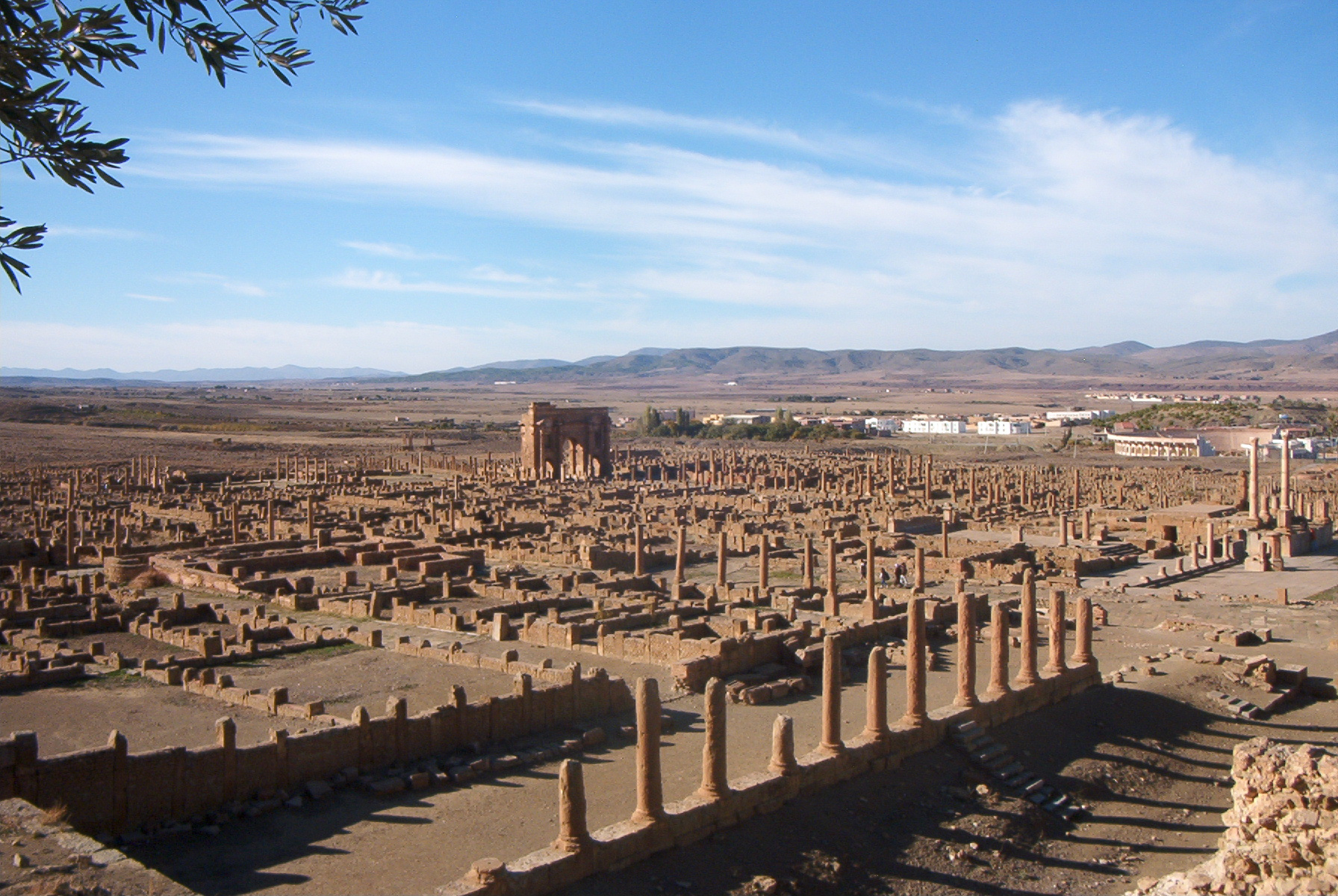
Руїни Тімгада
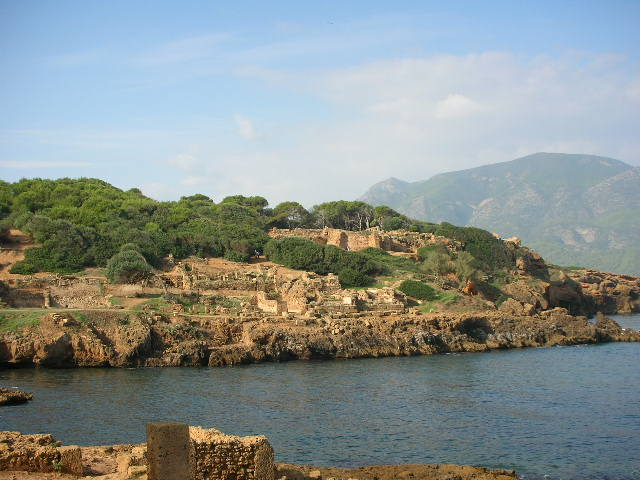
Руїни Тіпази
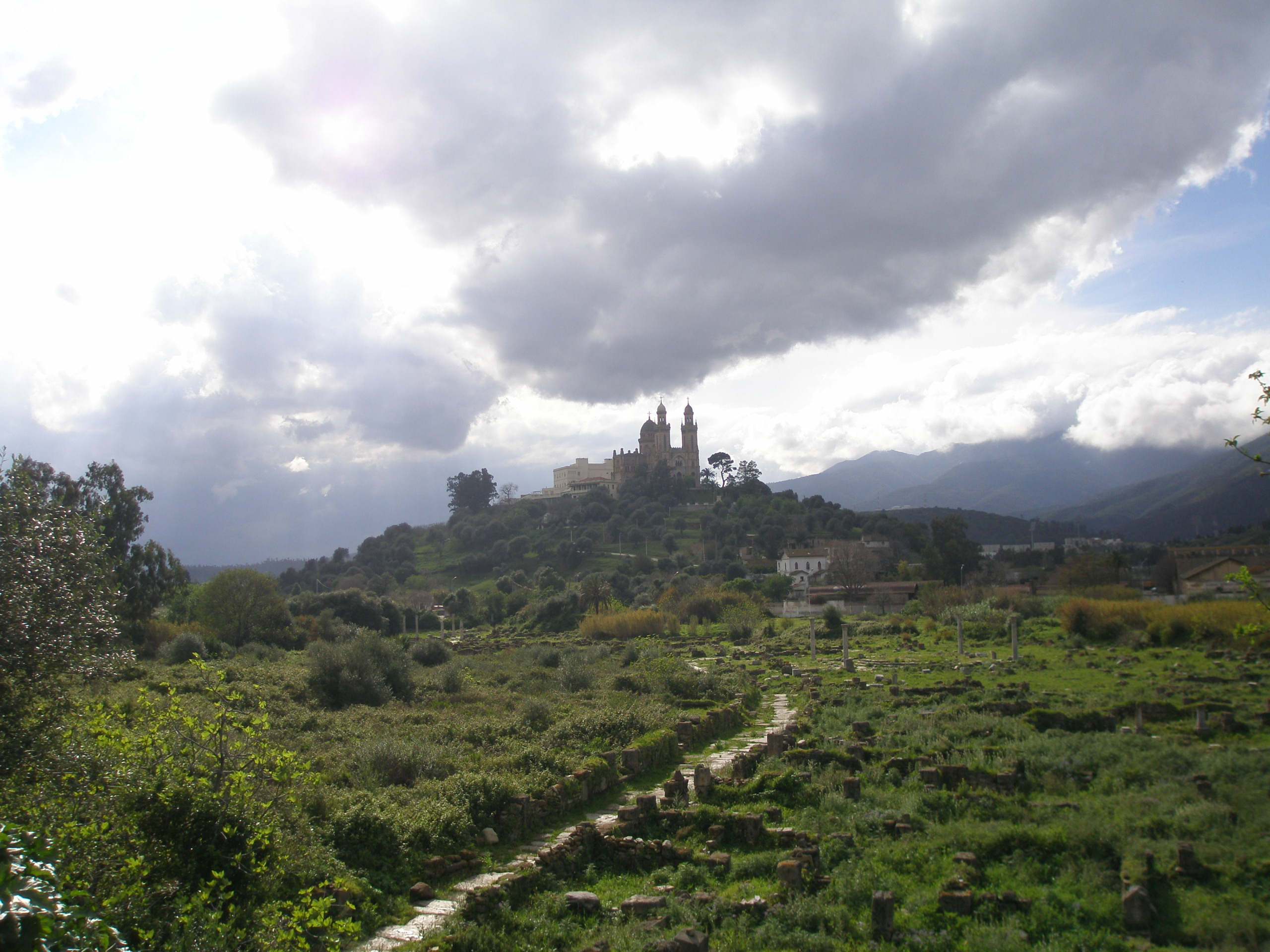
Руїни Гіппона Регія

Ієронім Стридонський пише про існування безперервного ланцюга єврейських поселень від Мавританії, через Африку до Індії. Блаженний Августин в своїх творах, які він писав в Гіппоні Регії, неодноразово згадує євреїв, яких називає ледарями через те, що вони дотримуються шабату. В усьому іншому життя і заняття євреїв нічим не відрізняється від занять і життя нумідійців, карфагенян або римлян: чоловіки працюють на полях, а жінки прядуть і тчуть.
Під час навали вандалів в V столітті євреї на території центрального Магрибу були вкрай численні. У цей період вони користуються свободою совісті, на відміну від євреїв Східної Римської імперії, де юдеї зазнають переслідувань. 535 року імператор Юстиніан I, захопивши східний Магриб, видав едикт, згідно якого євреї не могли займати державних посад, володіти рабами-християнами, синагога в Тіпазі була перетворена на християнський храм. Під час правління в Іберії короля вестготів Сісебута (565—621) і його наступників євреї зазнають гонінь і починають переселятися до Магрибу.

### Середньовіччя
У VII столітті територія Алжиру була завойована арабами (688-708 роки), яким чинили опір юдейсько-берберське плем'я джарауа. Однак після загибелі кахин Дакії — жриці й вождя племені, велика частина племені прийняла іслам. Східні євреї, які слідували за арабськими військами, заснували громади в різних містах країни. Вони підтримували зв'язки з єврейськими громадами як на заході, так і на сході (навіть з гаонами Вавилонії і Ерец-Ісраель). У районі Варгли жили войовничі кочовики караїми, нащадками яких були, можливо, були бахусі (бахуцім), які довгий час жили в східній частині Алжиру. Єврейські купці торгували суданським золотом, займалися работоргівлею. В описі Тіарета, столиці ібадитської держави Рустамидів (767—909) згадується єврейське населення міста, що було типовим для більшості міст тогочасного мусульманського світу Північної Африки. Документи, знайдені в каїрській генізі і датовані X—XI століттям, згадують численні роди алжирських євреїв. Про єврейські громади часів правління Альмохадів (XII—XIII століття) дуже мало відомостей, це період міжусобиць і міжплемінних воєн. Відомо лише, що саме в цей період була знищена єврейська громада міста Тлемсен, а загальне число євреїв в країні значно зменшилося. Місцеві берберські племена прийняли іслам і влаштовуються масові акти насильства по відношенню до іновірців. На цей час припадає міграція євреїв з Іраку і Сирія. Невелика єврейська громада після 1248 року поповнилась євреями з Лангедоку і, після 1287 року, євреями з Мальорки.

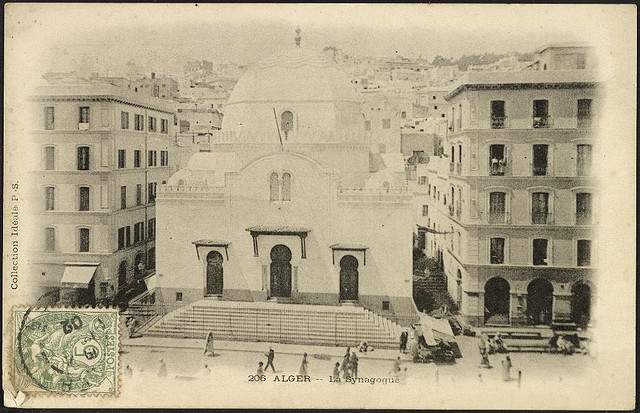
Синагога Алжира
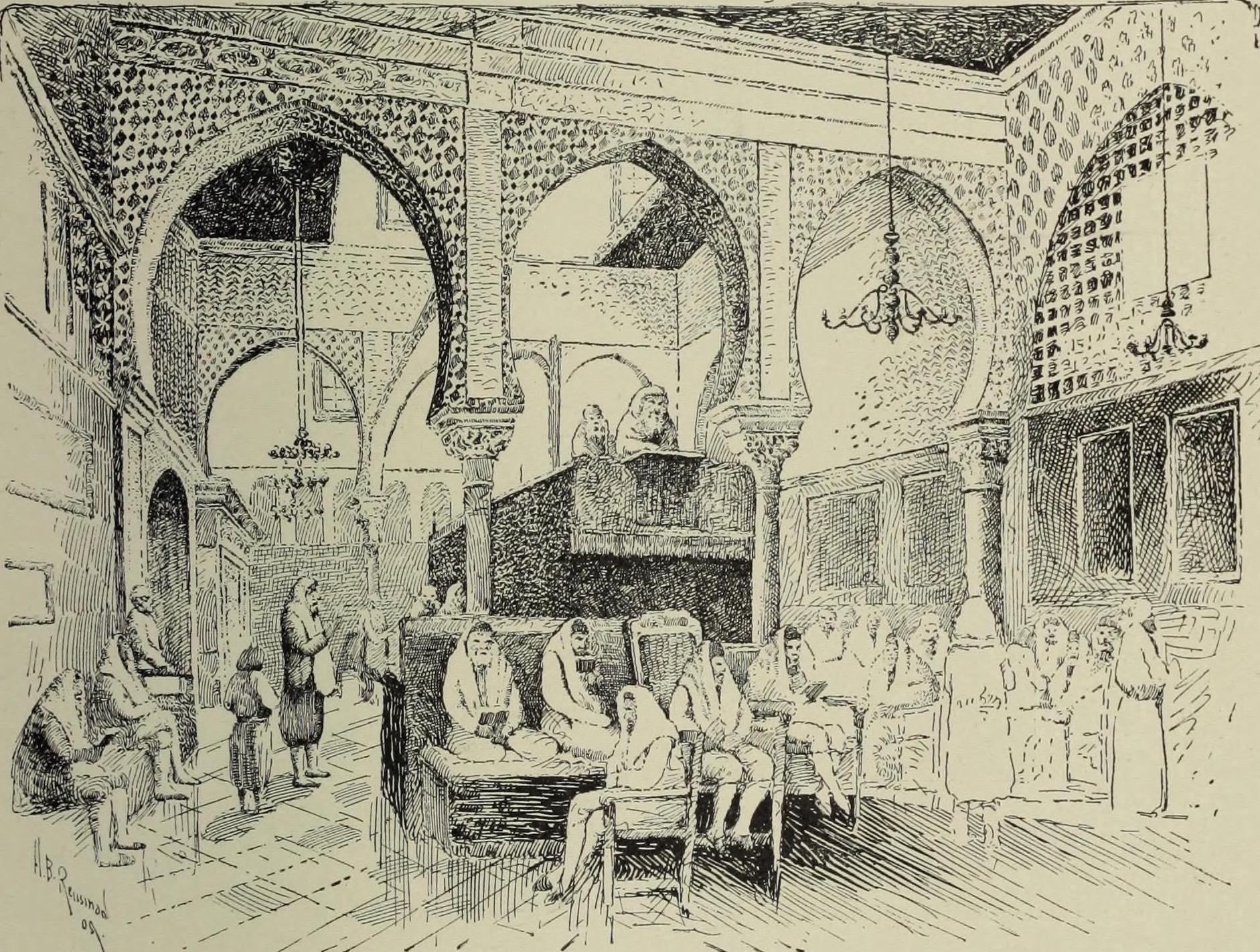
Всередині Великої синагоги Алжира
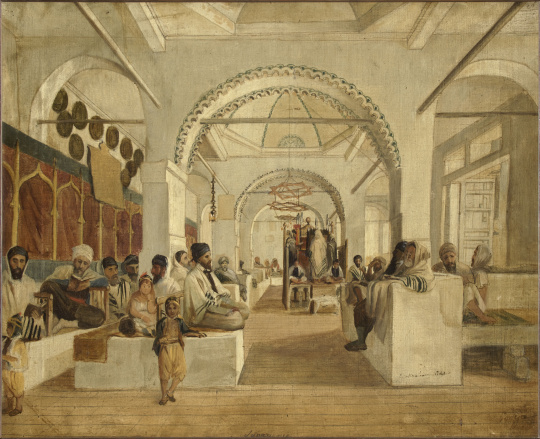
Всередині Великої синагоги Алжира, 1840 рік
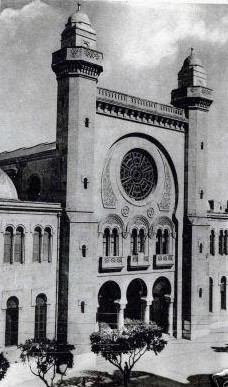
Колишня Велика синагога в Орані

Багато євреїв, що втікали з Піренейського півострова після гонінь 1391 року оселялися на іншому березі Середземного моря, в Алжирі. Громади з'являються в Алжирі, Аширі, Біскрі, Беджаї, Мостаганемі, Орані, Тіареті, Тлемсені, Туггурті, Уарглі, оазі Мзаб і багатьох інших населених пунктах. Тут переселенці знаходили доброзичливе ставлення до себе від представників влади, однак не від місцевих євреїв. Які спочатку ставилися до них досить дружньо, але згодом розсварилися. Прибульці були не тільки досить освіченими, але й набожними юдеями, що привнесли нове дихання в місцеву єврейську культуру, зміцнили громаду. На цей час припадає розвиток талмудизму, в країні жили й працювали видатні рабини-талмудисти: Іцхак бар Шешет Берфет, або Рібаш (івр. יצחק בן ששת), Шимон бен Цемах Дуран, або Рашбац (івр. שמעון בן צמח דוראן). У Тіареті у цей час жив видатний учений свого часу, рабин Юда ібн-Курайш, що займався порівняльним мовознавством для єврейського, арабської і арамейської мов. Сефардська мова зберігалась в окремих громадах до XIX століття. Через сотню років, під час остаточного вигнання інквізицією євреїв з Іспанії і завоювання Гранади 1492 року, лише незначна їх кількість прибула до Алжиру, бо обурене мусульманське населення не знайшло кращого вчинку, ніж відігратись на єврейській громаді численними погромами в Тлемсені, оазі Туат. 1509 року іспанцями був завойований Оран, а 1510 року Бужі. Євреїв цих міст пограбували, а самих продали до рабства.

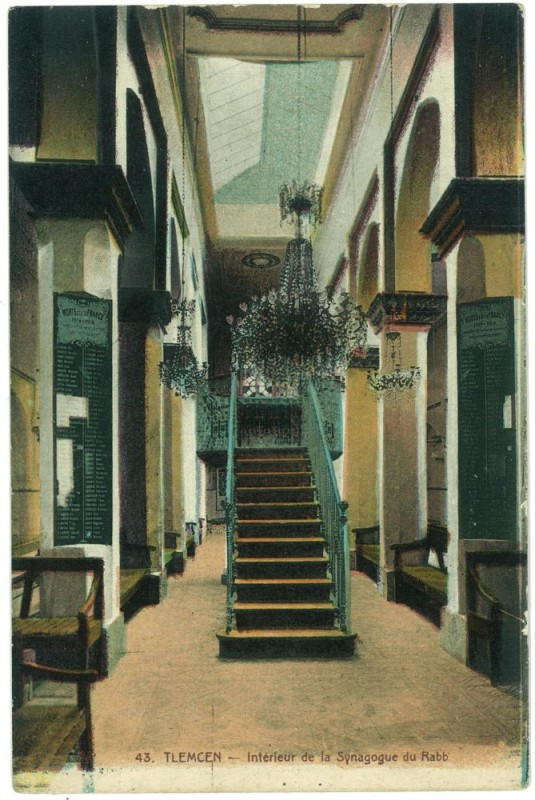
Внутрішнє оздоблення синагоги в Тлемсені
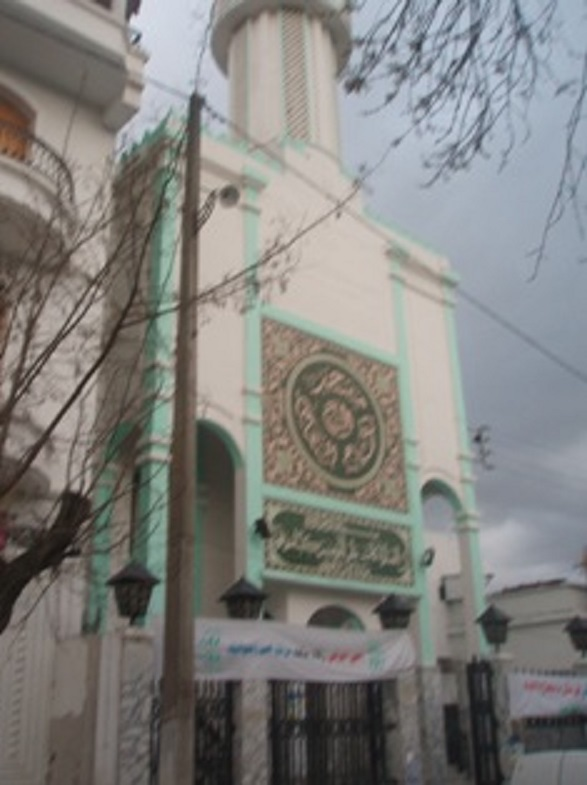
Колишня синагога в Константіні

На початку XVI століття в Алжирі встановлюється влада Османської імперії. За часів правління османських деїв, євреї користувалися повною свободою віросповідання. Громадам було надано внутрішнє самоврядування зі старшиною на чолі, що призначався владою і міг розпоряджатись власними загонами поліції і в'язницею. Серед єврейських громад існував власний громадський рабинський суд, який розглядав усі внутрішні громадянські й адміністративні справи, залишаючи кримінальні у віданні шаріату. На євреїв були накладені підвищені податки і подвійні мита. У XVII-XVIII століттях до країни переселялися маррани з Португалії та Марокко, євреї з італійського Ліворно і дуже швидко зайняли провідні місця в економіці і суспільному житті, займалися карбуванням монет, завідували звітністю в скарбниці, стали лікарями, радниками, банкірами деїв, дипломатами у європейських справах, особливо з викупу бранців морських піратських розбійних походів. Ліворнські євреї зосередили в своїх руках торгівлю між Північною Африкою і Південною Європою через порт Орана. З Магрибу в той час вивозилась пшениця, ячмінь, рис, віск, мед, оливки, цитрусові, фініки, інжир, виноград, горіхи, трояндова олія, вишивки, тафта, кіновар, шкіри і страусові пера. Завозились індійський муслін, полотно, шовк, залізні вироби, цукор, кава, бурштин, дерево, білий мармур, залізо і сталь. Новоприбулих євреїв прозивали «берето-» та «капюшононосцями», через те, що в одязі дотримувались тогочасної європейської моди. Самі новоприбулі звали місцевих євреїв «тюрбаноносцями».

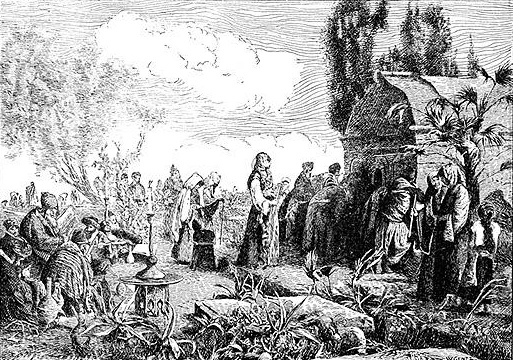
Паломництво до могили Рібаша
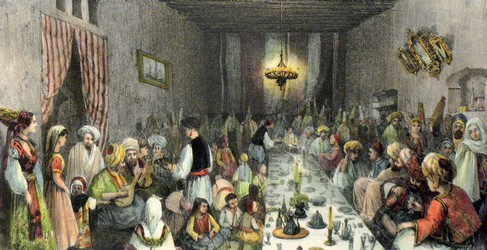
Єврейське родинне свято
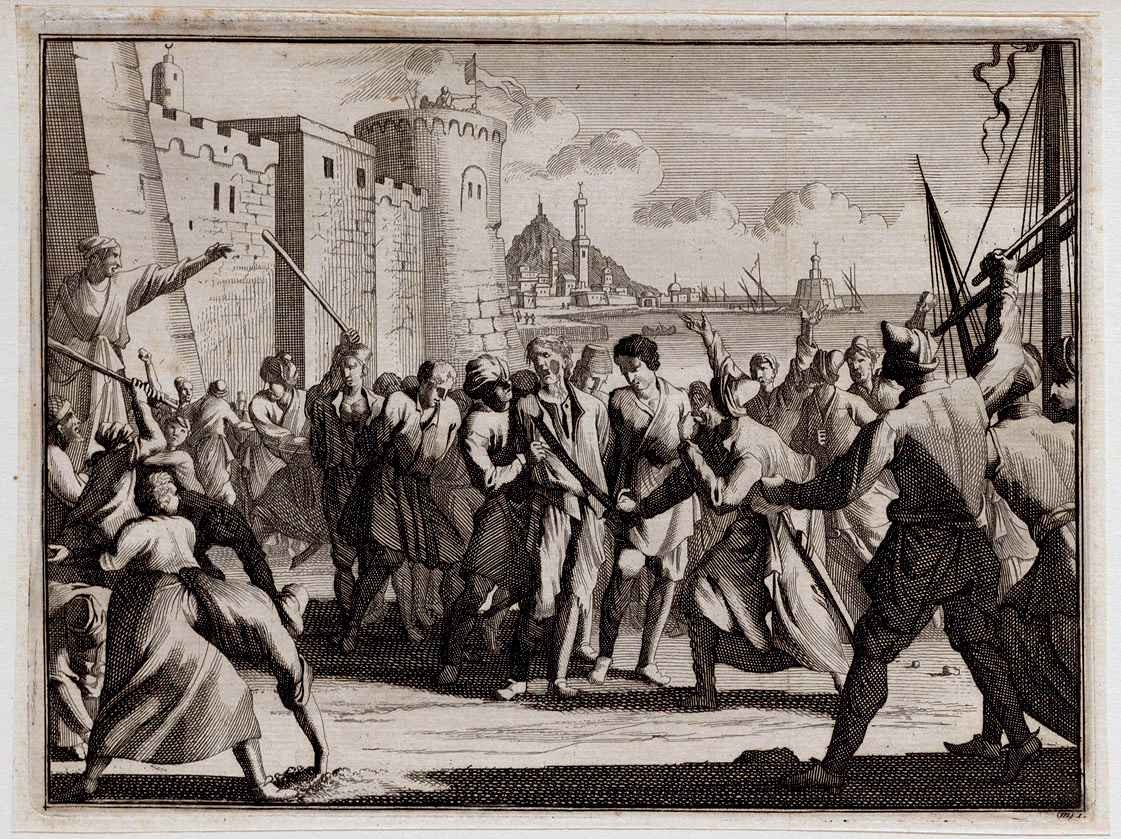
Християнські невільники в порту Алжира
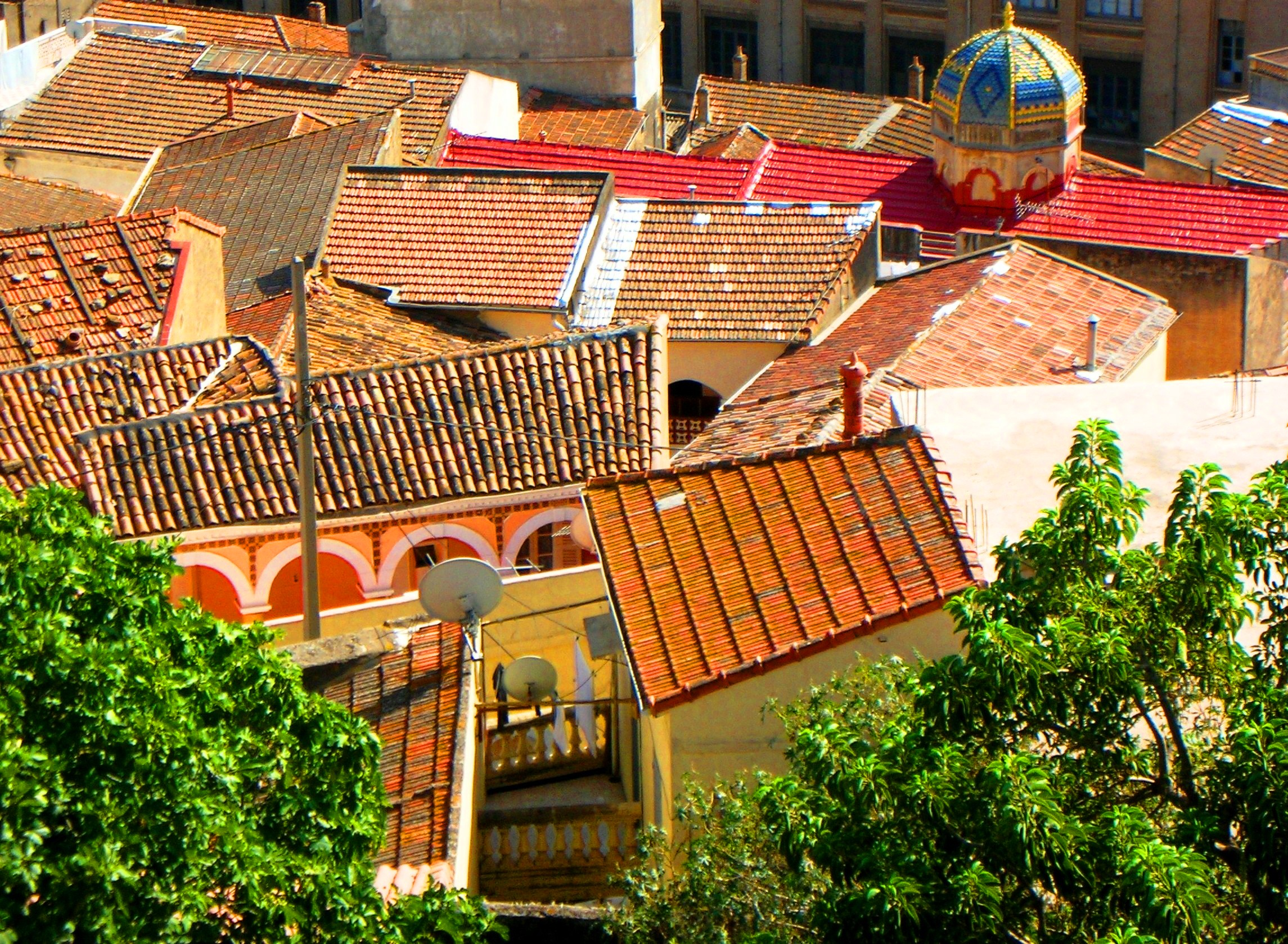
Старий єврейський квартал в Беджаії

У XVII-XVIII століттях Алжир стає важливим центром єврейської наукової та релігійної думки, тут працюють видатні мислителі. У Тлемсені живе Саадія Шуракі, який 1691 року опублікував підручник з математики, один з перших в Магрибі єврейською мовою. Іуда Аяш (1690—1760), який опублікував у 1745-1746 роках в Ліворно власні праці «Хліб Іуди», коментар до Маймоніда, і «Будинок Іуди», збірник настанов. Епідемія чуми і страшний голод 1706 року погіршили становище багатьох єврейських родин, більшість родин живе в злиднях. Потім, під впливом помилкового звинувачення, дей Алжиру наклав непомірний штраф на громаду, наказавши зруйнувати синагоги, які, проте, вдалося врятувати виплатою додаткової суми. 1805 року вбивство головного помічника дея Алжиру, Нафталі Буснаха дало привід до погрому в місті Алжир, внаслідок якого загинуло від 200 до 500 місцевих євреїв. У XIX столітті до Орана переселилось багато родин сефардських євреїв з марокканського Тетуана.

### Французька доба
Діяльність єврейських торговців зерном послужила приводом до початку французької колонізації Алжиру. Наприкінці XVIII — початку XIX століть єврейські купці постачали до Франції африканське зерно, якого так потребувала молода імперія. Але, через невдалу експансіоністську політику в Європі, достатньої кількості золота на оплату боргів не мала. Дипломатичний інцидент з ультимативних вимог алжирського дея до французького уряду сплатити борги став приводом до військової інтервенції 1830 року, яка дала змогу Франції не тільки вирішити проблему з боргами, але й власну продовольчу проблему. Крім того, нові завоювання були вкрай необхідними для піднесення національної гідності, що була значно принижена після наполеонівських поразок. Під час вторгнення французів деякі єврейські громади зайняли ворожу позицію до інтервентів, пам'ятаючи гоніння в Європі, деякі допомагали в боротьбі з мусульманами як перекладачі й постачальники, вважаючи останніх більшим злом. Так єврейська громада Орана допомагала французам 1833 року при осаді цього міста алжирцями. Хоча більшість єврейського населення просто втікала від насильства.

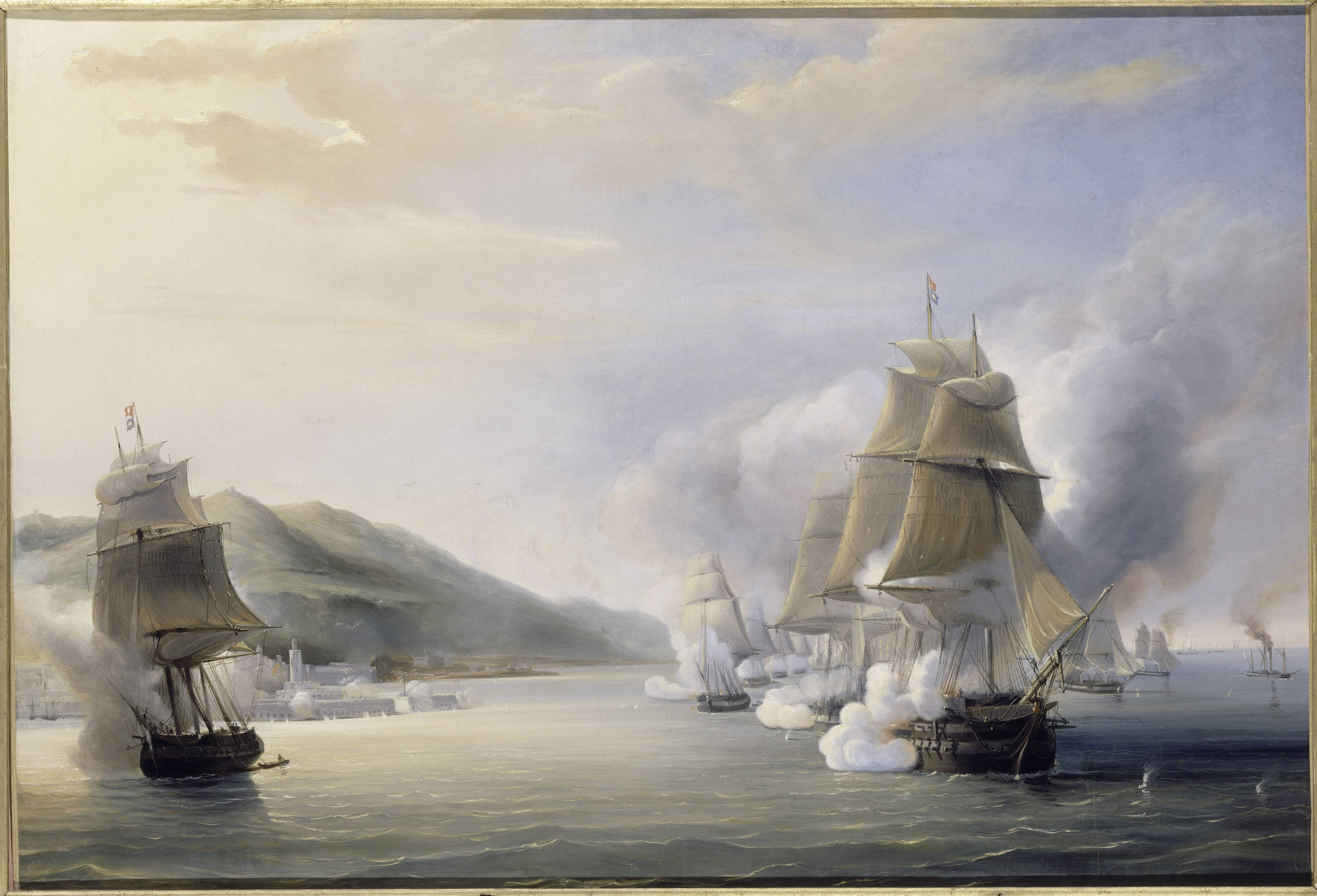
Бомбардування Алжира адміралом Дюпре, 1830 рік
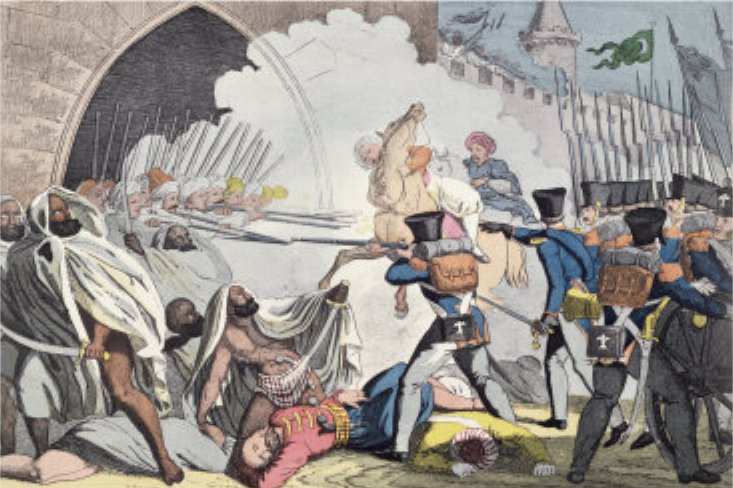
Здобуття брами Алжира, 1830 рік
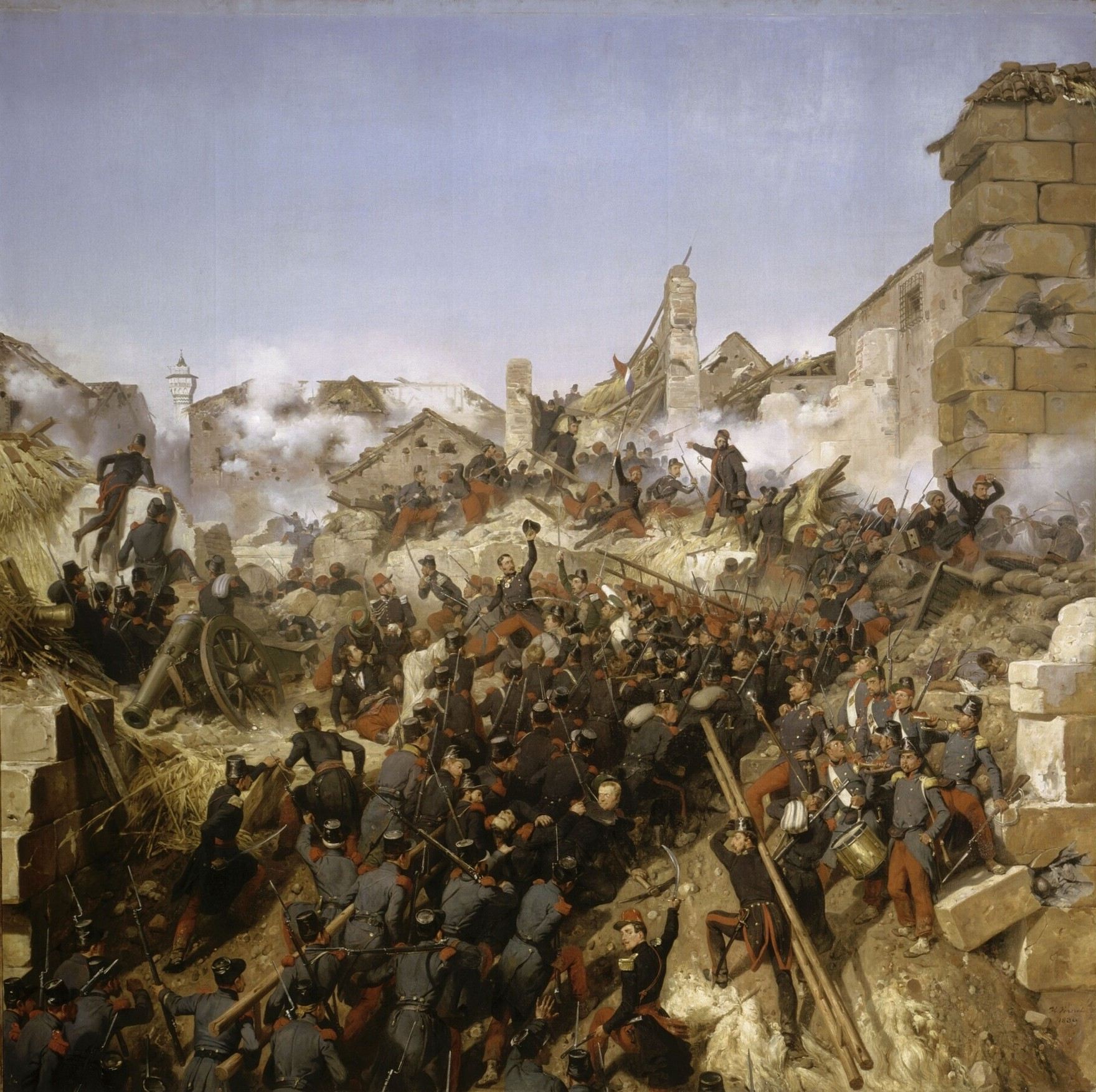
Взяття Константіни, 1837 рік
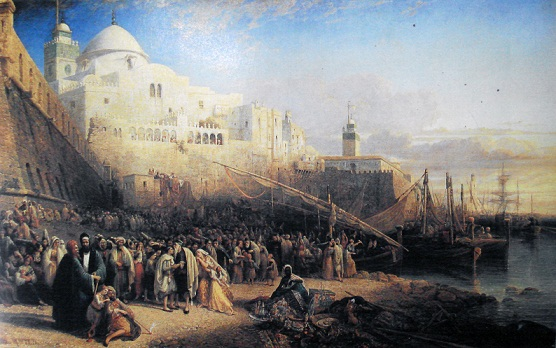
Євреї відпливають до Святої землі, 1841 рік

Після завоювання Алжиру Францією єврейські громади спочатку зберегли систему роздільного конфесіонального самоврядування (міллет), але 1841 року воно було скасовано і на євреїв і їхні суди (бейт-дін) поширили юрисдикцію французького суду. Законодавчі акти 1839 і 1845 років створюють спеціальні органи для розвитку юдаїзму, проте вони переносять акцент з політичної складової єврейських громад на чисто релігійний. Згідно новим законам французькі євреї (здебільшого ашкеназі) призначались головними рабинами для кожного регіону щоб 
|  | прищеплювати безумовний послух законам, лояльність по відношенню до Франції, із зобов'язанням захищати встановлений порядок. |

 Це була спроба «цивілізувати» алжирських євреїв, бо вважалось що європейські традиції євреїв-ашкеназі перевершували сефардські практики. Деякі євреї увійшли до складу муніципальних рад і торгових камер. 1858 року для кожної провінції був призначений власний єврейський генеральний радник. У Алжирі, Орані і Константіні були створені консисторії за французьким зразком. Це поклало початок нових відносин алжирських євреїв з урядом. Якщо за Оттоманського правління єврейська громада була «дімміт», тобто законодавчо захищеною нацменшиною, то тепер вони були лише однією з культурно-релігійних груп. Місцеві євреї чинили опір проти французьких євреїв, які намагались оселитися в Алжирі, бунтували, відмовляли новоприбулим французьким євреям ховати своїх небіжчиків на місцевих кладовищах. Одночасно відбувався спротив у царині цивільного права, особливо шлюбного. У цей період значно посилились як культурна асиміляція євреїв, так і національне культурне відродження, створювались єврейські видавництва, початкові релігійні школи. Єврейська молодь охоче вчить французьку мову, відвідує французькі навчальні заклади, культурно і соціально асимілюється з новоприбулими європейцями, частіше відмовляючись від традиційного костюма на користь європейської моди. Наприкінці XIX століття в Алжирі з'являється арабський композитор єврейського походження, Едмон Яфіль (1874—1928), що тісно співпрацює з Жюлем Руані, Махеддіном Бахтарзі і Алі Селялі. З'являються кілька дуже багатих родин, які тримають у своїх руках торгівлю льоном, місцевими тканинами, пшеницею, цукром і колоніальними товарами. При цьому добробут більшості родин єврейської громади росте повільно — основна їх частина продовжує займатися дрібною торгівлею, ремісництвом і чоботарством, обслуговуючи мусульман. Нащадки офранцужених євреїв стають частиною місцевої інтелігенції. У цей час відбувається урбанізація єврейського населення Алжиру.

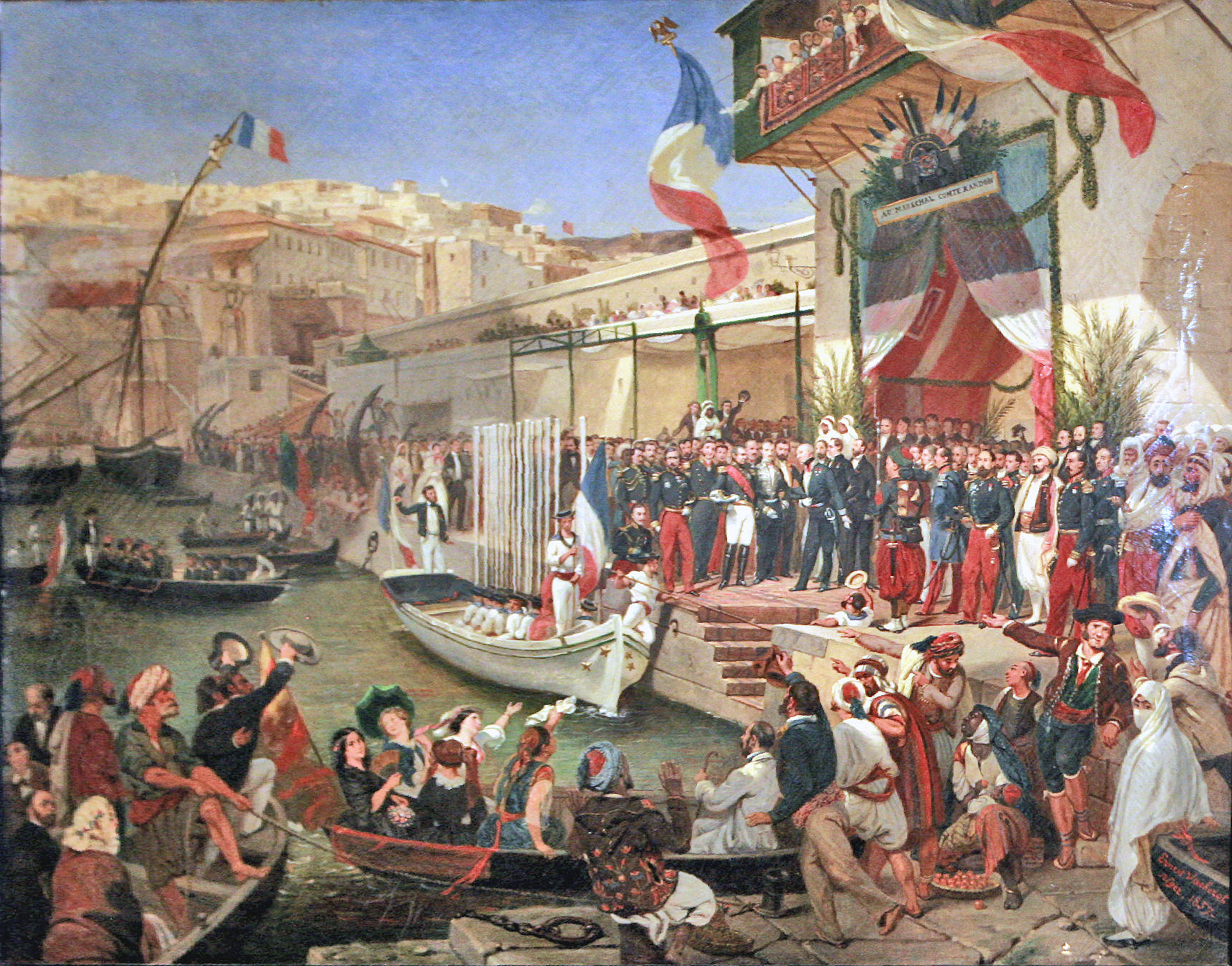
Прибуття маршала Рандона, губернатора Алжиру, 1857 рік
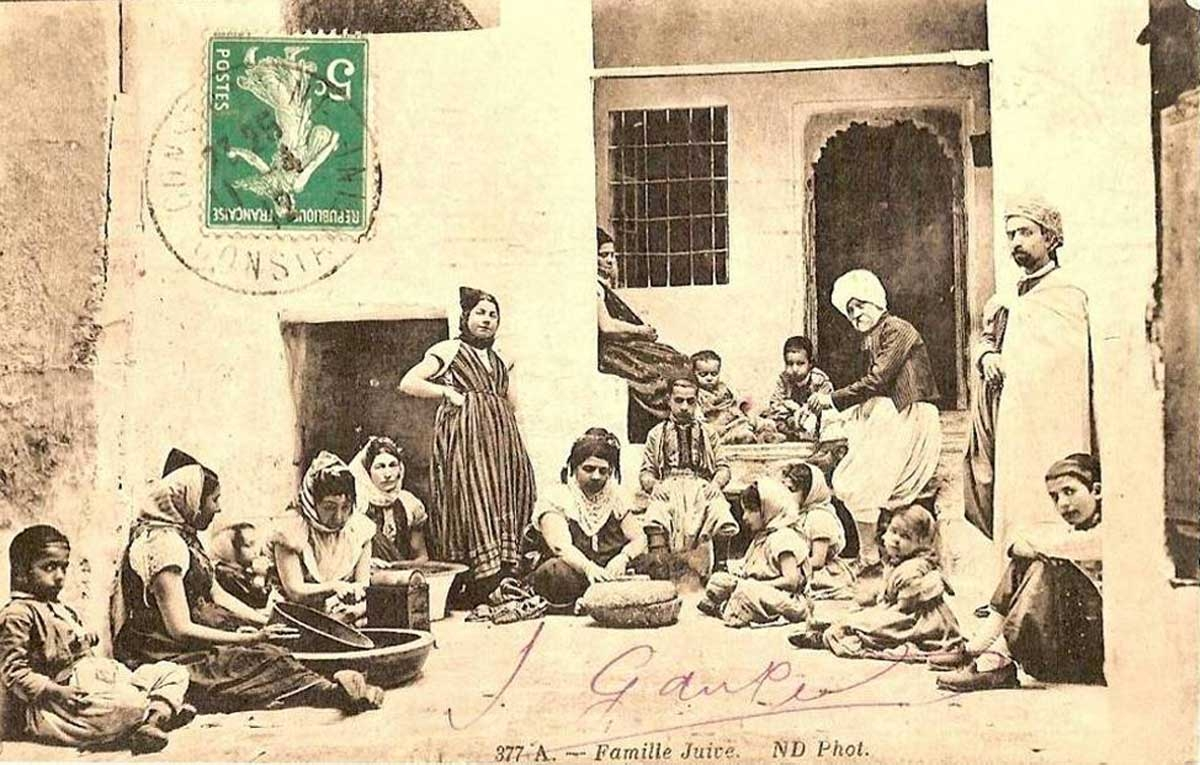
Єврейська родина Константіни, 1900 рік
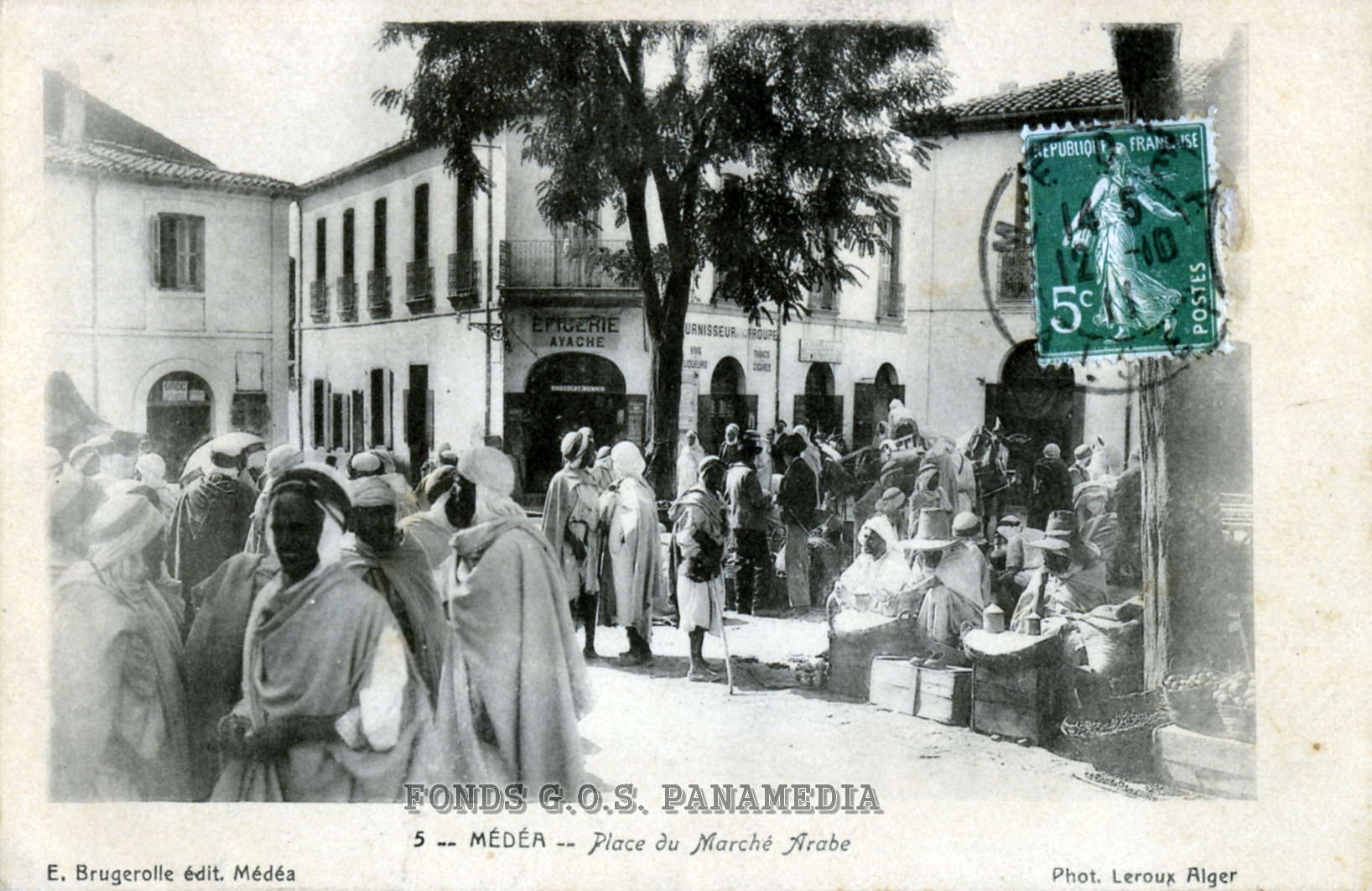
Торгова площа в Медеа
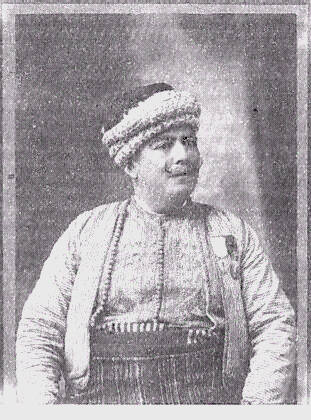
Едмон Яфіль

1865 року, як відповідь на петицію 1864 року, євреї отримали від сенату право отримати французьке громадянство в індивідуальному порядку. Проте цим правом скористалась невелика кількість як євреїв, так і мусульман через те, що французьке громадянство вимагало відмови від деяких традиційних звичаїв, тобто свого роду віровідступництва. 24 жовтня 1870 року декрет міністра юстиції І. А. Крем'є (фр. Décret Crémieux) оголосив всіх євреїв Алжиру, окрім пустельних, французькими громадянами. Цей декрет став логічним завершенням тиску інтелектуальної еліти французьких євреїв, що таким чином намагались офранцузити сефардів і увести їх до загальноєвропейського культурного і інтелектуального життя. Таким чином було натуралізовано близько 33 тис. євреїв Алжиру.

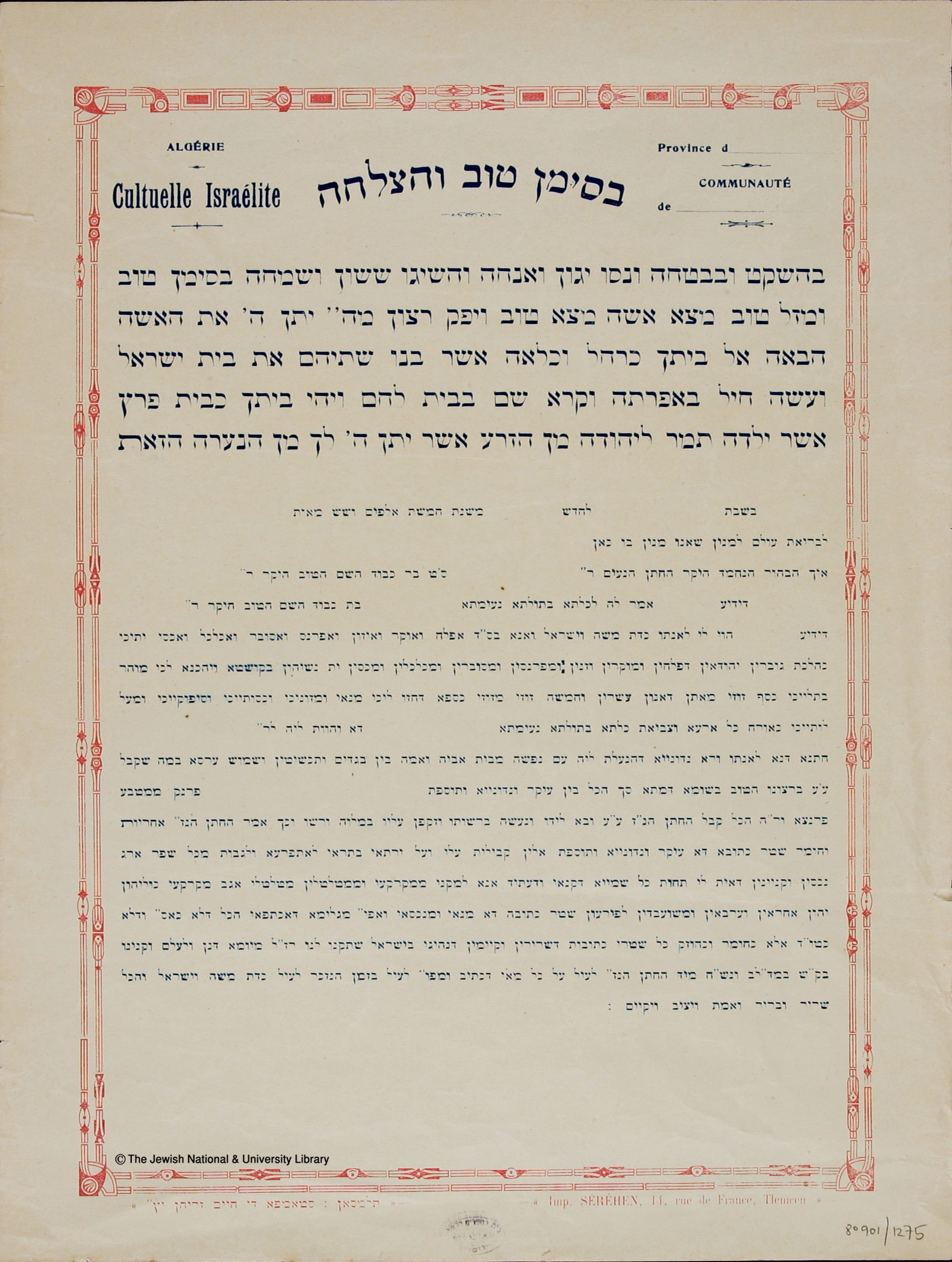
Ктуба (шлюбний договір) алжирських євреїв
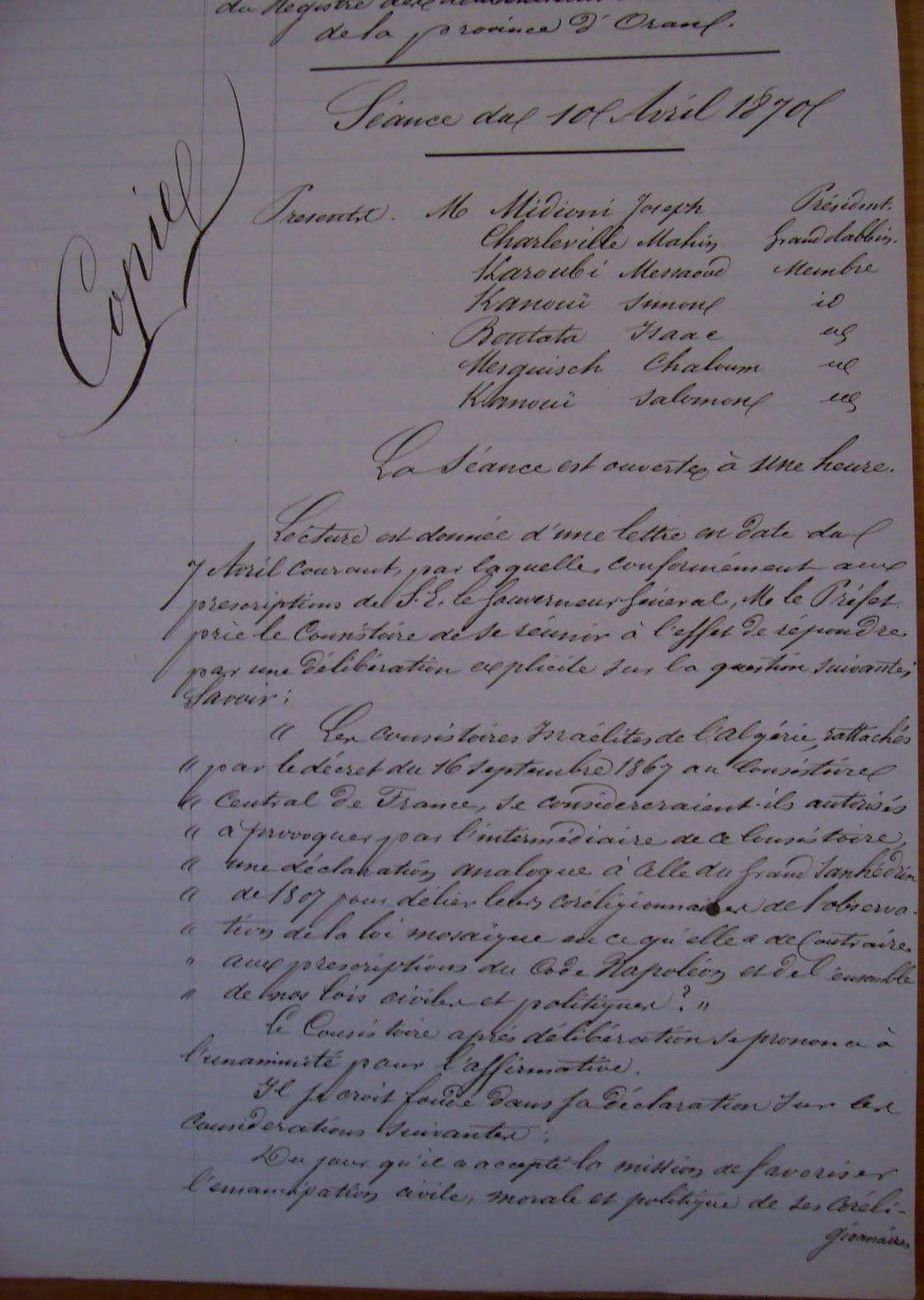
Листування з релігійних питань між консисторіями Орану і Франції, 1870 рік
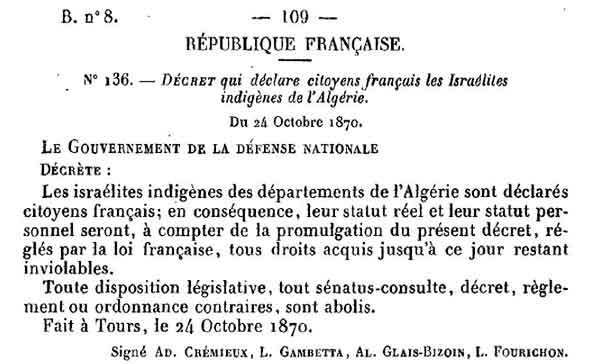
Декрет Крем'є
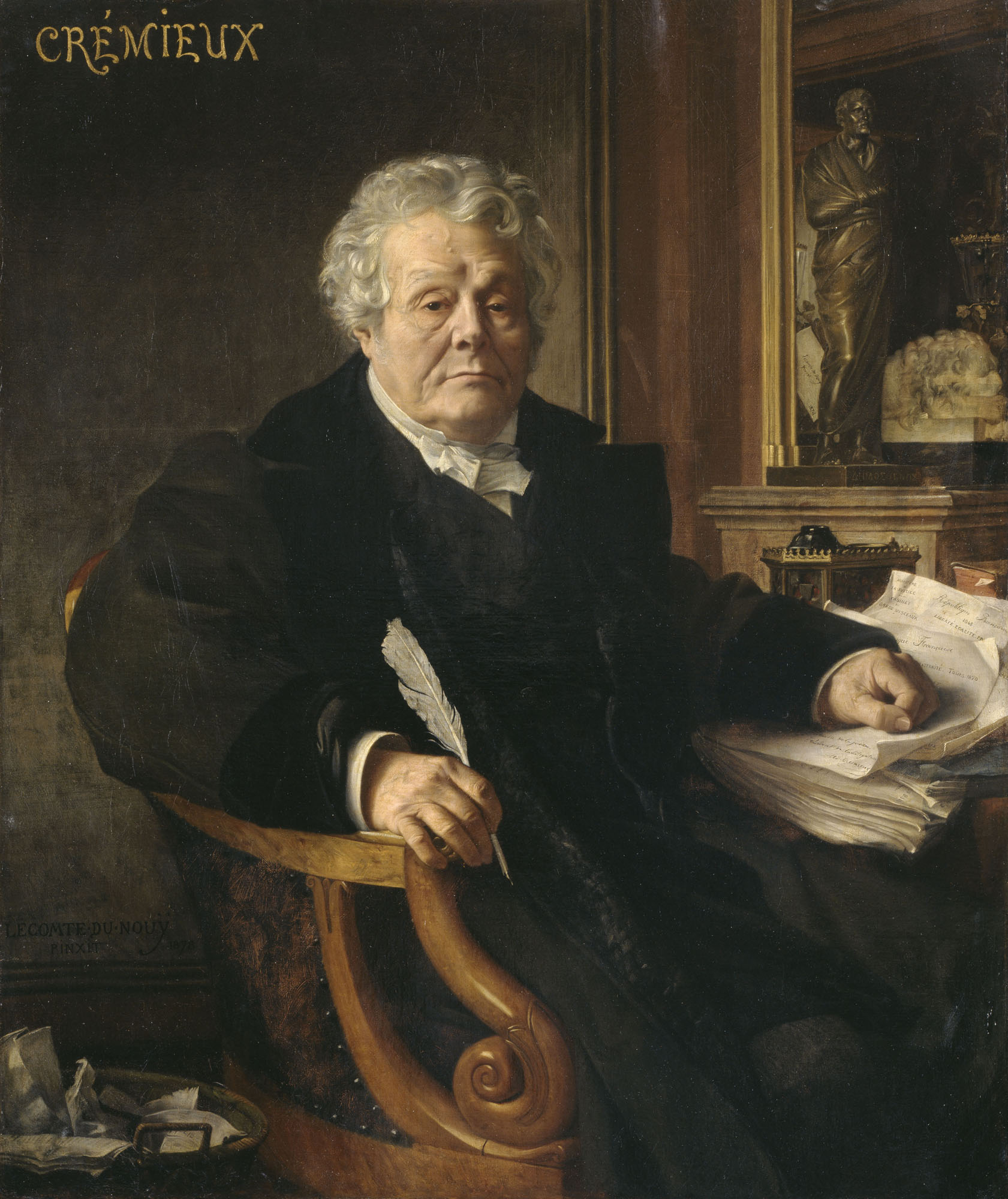
Ісак Адольф Крем'є

Такі процеси викликали хвилю французького антисемітизму. Французькі праві антисеміти вважали, що виконання декрету призведе до змін в списках виборців, вплине на результат виборів, звинувачували євреїв у тому, що ті багатіють за рахунок мусульман і християн, викликають безробіття серед неєврейського населення. Газета «Петі Алжерьян», заснована 1882 року хрещеним євреєм Байло, розпалювала ксенофобські настрої, стверджуючи на своїх сторінках, що євреї є шкідливою і небезпечною расою, вимагала скасування декрету. 1882 року в Орані була заснована Антисемітська ліга, що закликала до бойкоту єврейських магазинів і підприємств, протидіяла участі євреїв у виборах: 
|  | Виборці, стережіться! Нам загрожує велике зло. У нас скоро буде єврейський муніципалітет, єврейський префект, єврейський генерал-губернатор, єврейський генеральний командир 19-го корпусу. |

 В країні у 1897—1898 роках пройшла серія погромів, в яких брали участь навіть французькі солдати, хоча армія мала наказ не втручатись в міжконфесійне і міжетнічне протистояння. 158 єврейських лавок було пограбовано і спалено, 2 єврея вбито. Лідер місцевих антисемітів мер міста Алжир М. Режі закликав «окропити дерево свободи кров'ю євреїв». Деякі мусульманські анти-єврейські заворушення відбувались в Орані 1897 року. Проте націоналістичні мусульманські рухи не підтримували французьких антисемітських настроїв: шейх Абделхамід Бен Бадіса з Константіни, шейх Ель-Окбі з міста Алжир і шейх Саїд Захір з Орана відкрито виступали у своїх проповідях проти дій антисемітів.

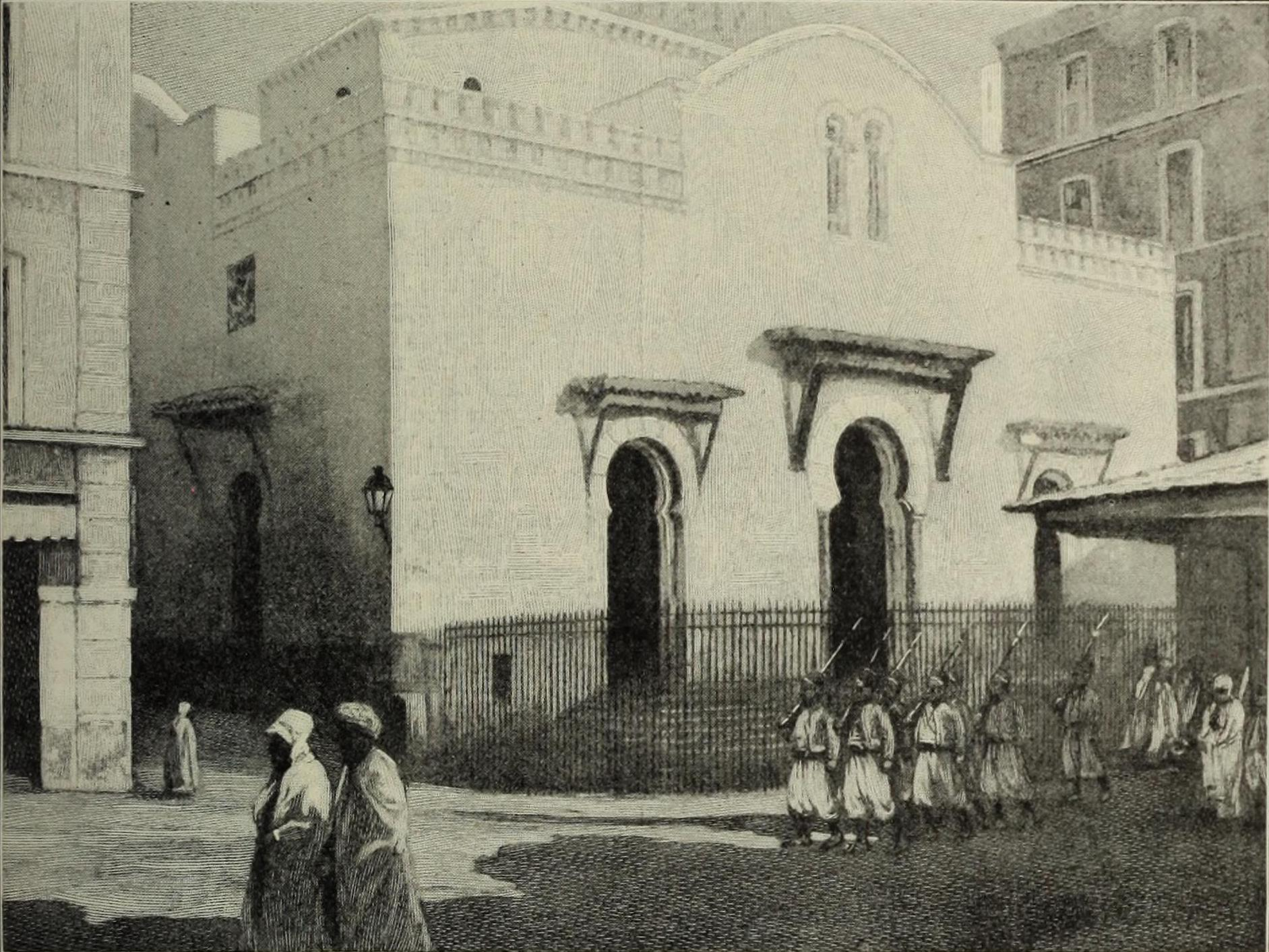
Караул поблизу синагоги, 1898 рік
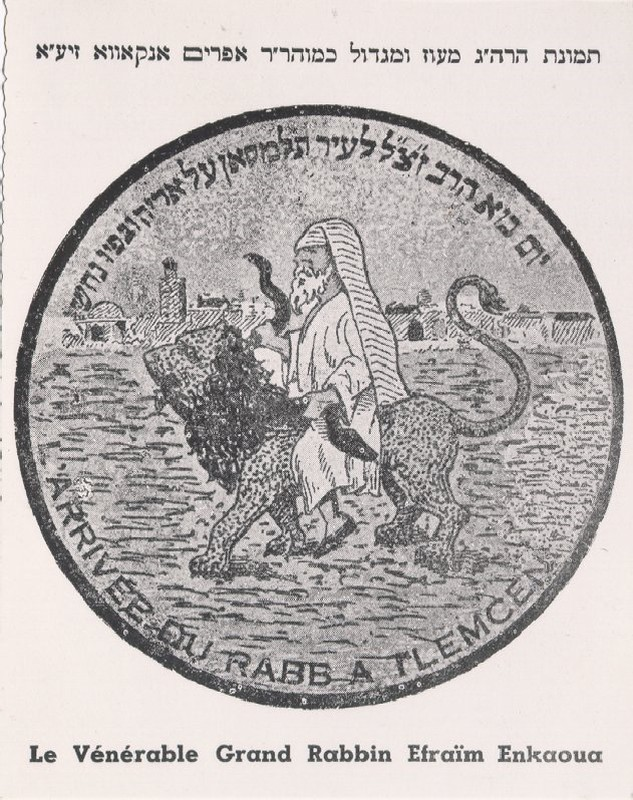
Рабина Ефраїм Анкауа в'їздить на левові до Тлемсена
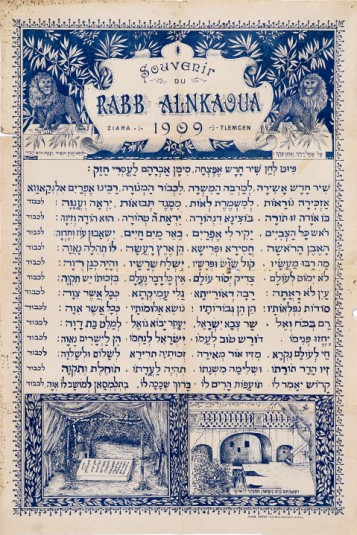
Гімн на честь рабина Ефраїма Анкауа
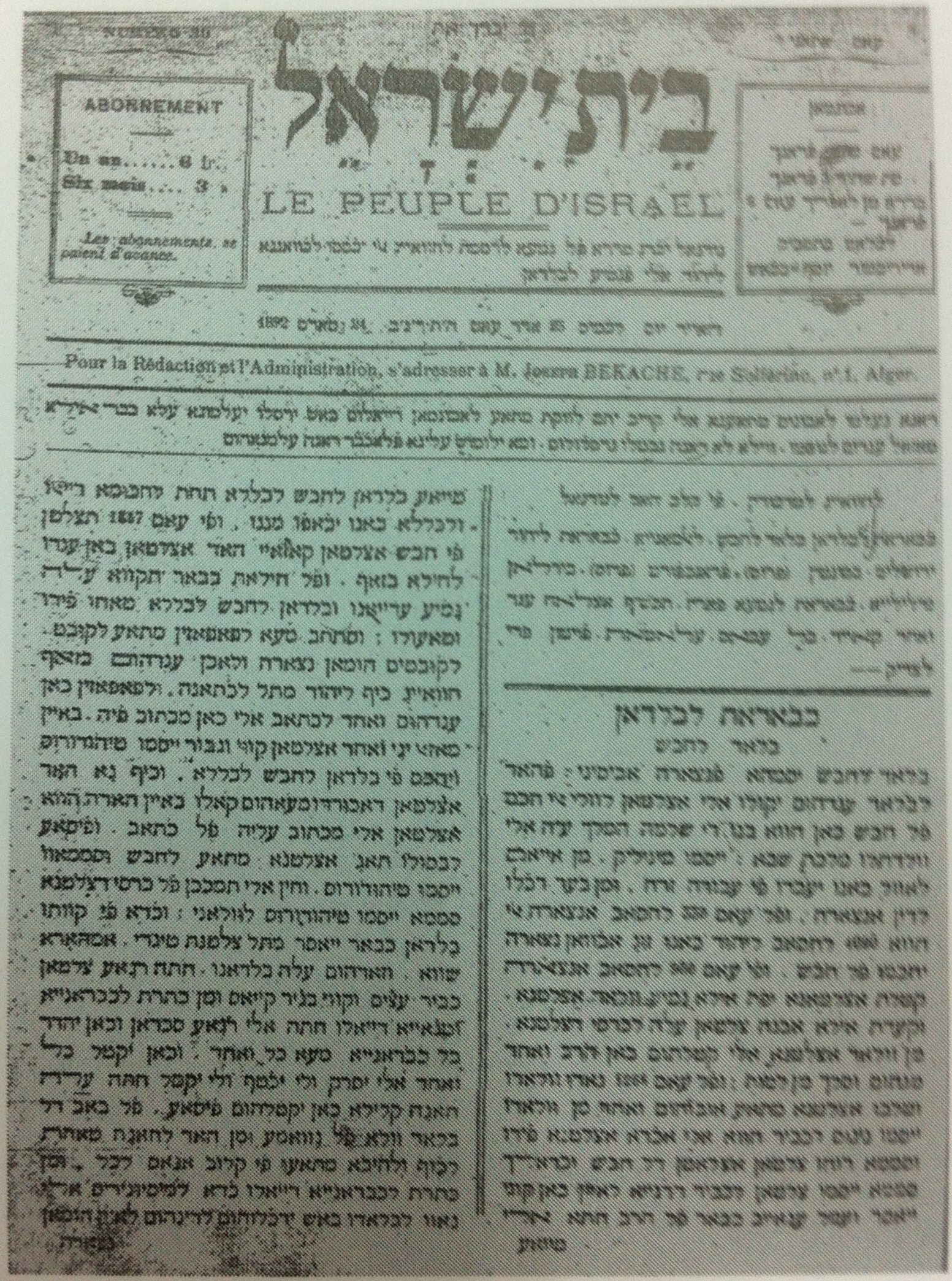
Арабо-ізраїльський журнал «Бейт-Ізраїль»
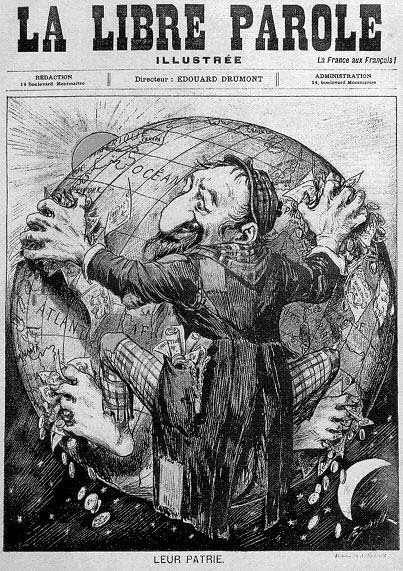
Антисемітська карикатура, 1893 рік
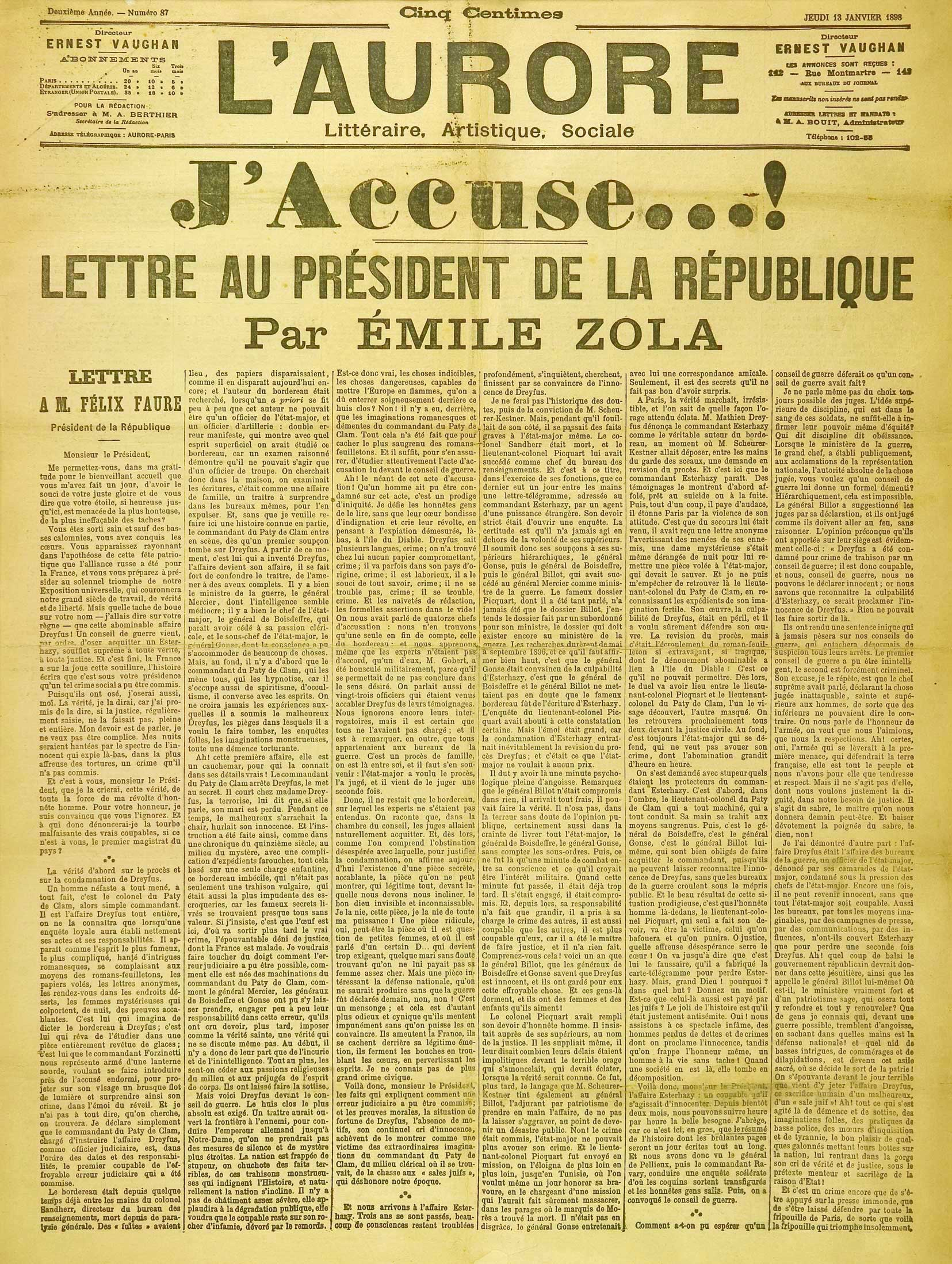
Стаття «Я звинуваючу!» Еміля Золя, 1898 рік

У цей час справа Дрейфуса у материковій Франції ще більше посилила антисемітизм в Алжирі. На парламентських виборах в травні 1898 року з 6 депутатів від Алжиру 4 було антисемітами, в тому числі голова французьких антисемітів Едуард Дрюмон. На захист Дрейфуса французький письменник і публіцист Еміль Золя 13 січня 1889 року в ліберальній газеті «Орор» (фр. L’Aurore) надрукував статтю «Я звинувачую!» (фр. J'accuse ...!). Із закінченням справи Дрейфуса хвиля антисемітизму швидко згасла, на парламентських виборах 1902 року від Алжиру не було обрано жодного антисеміта. Після Першої світової війни в місті Алжир відбулася перша в Алжирі сіоністська конференція.
Прихід Гітлера до влади в Німеччині знову надихнув антисемітів і привів до відновлення антисемітської пропаганди. Франсуа Де ля Рок, лідер екстремістської партії Вогняні хрести (фр. Les Croix de Feu), а пізніше Французької соціальної партії (фр. French Social Party) активно намагається стравити мусульман і алжирських євреїв, друкуючи відповідні трактати арабською мовою. 1934 року відбувся єврейський погром в Константіні, під час якого 25—34 єврея були вбито, 200 лавок розграбовано. Погром відбувся також в Батні, в Батні й Орлеані мусульмани брали участь в підпалі синагог.

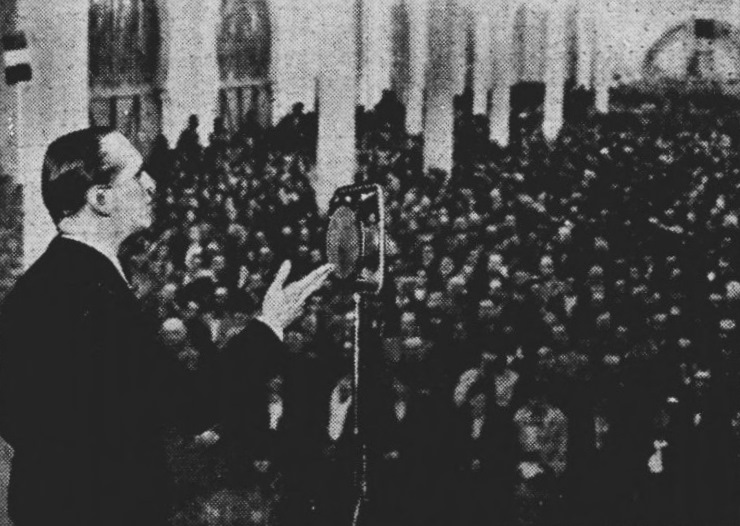
Виступ Франсуа Де ля Рока в Бліді, 1936 рік
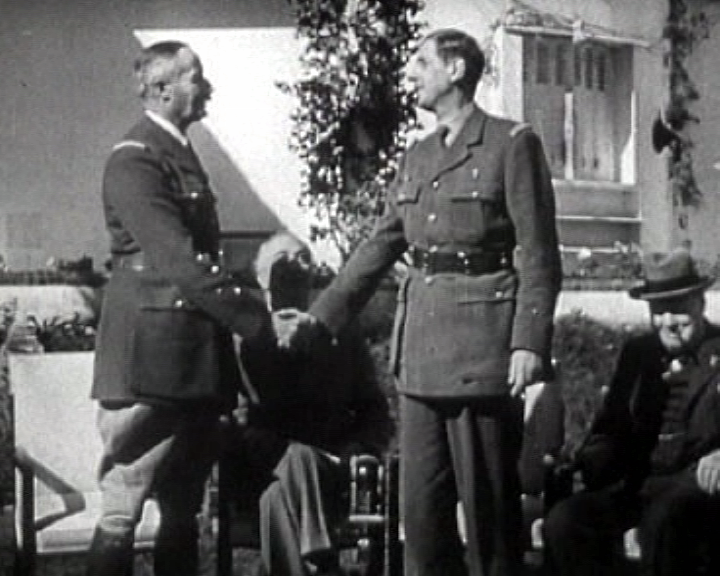
Анрі Жиро і Шарль де Голль
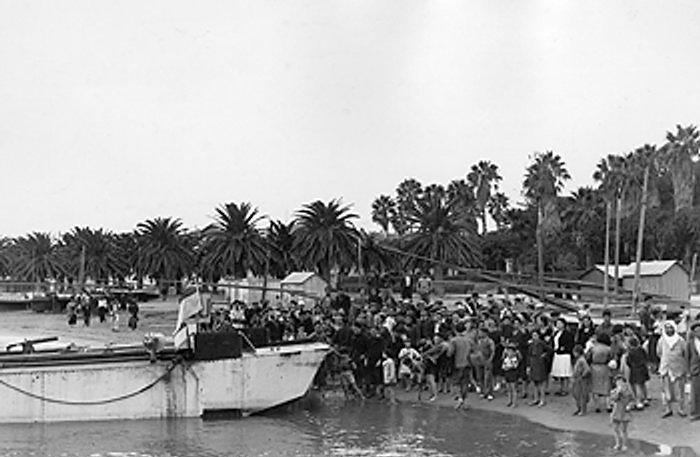
Алжирці зустрічають союзників в Арзеві
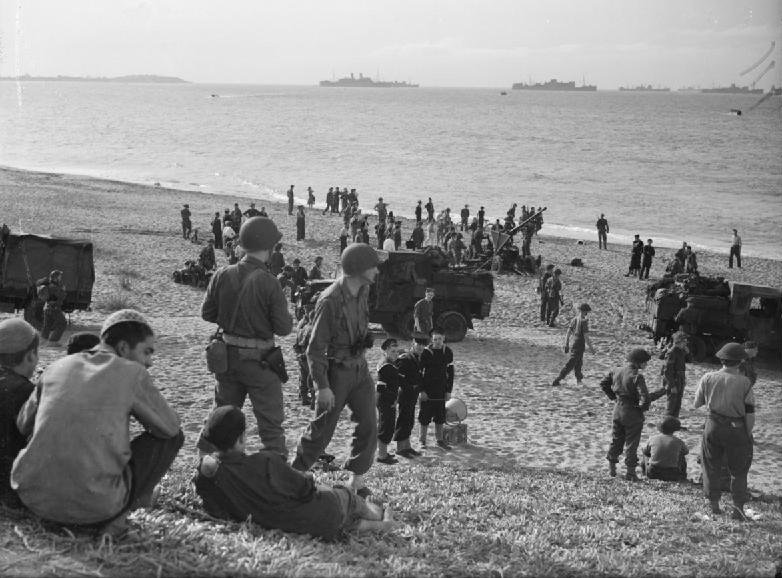
Висадка союзників поблизу Алжира
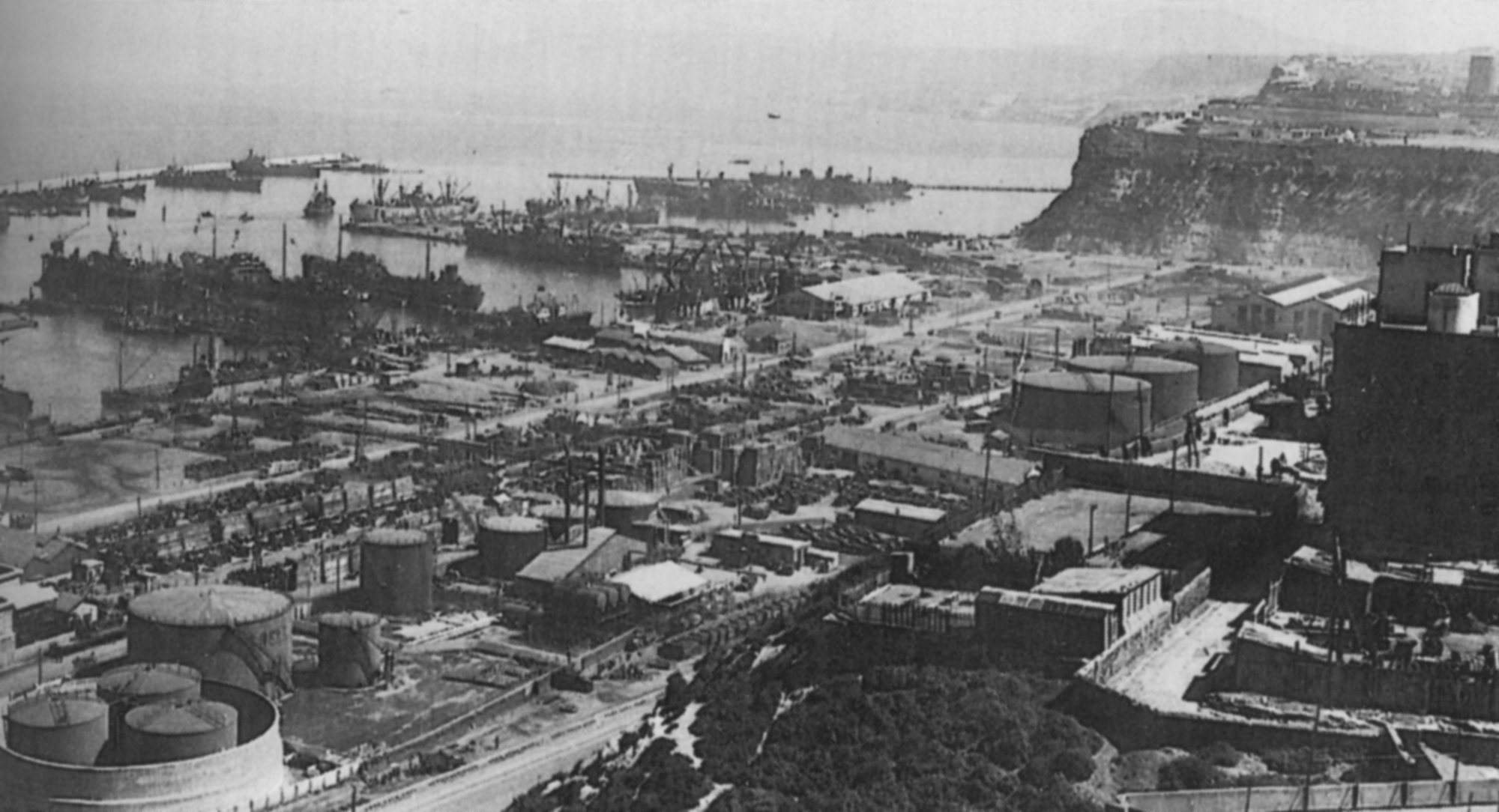
Порт Орана, 1943 рік

Після поразки Франції у війні з нацистами 1940 року, уряд Віші скасував декрет Крем'є, звинувативши єврейську громаду в поразці Франції від Німеччини. 117 тис. євреїв зазнало гонінь, їм заборонялось працювати в державних установах, банках, закладах освіти, вступати до університетів. 1941 року відбулась конфіскація майна, проте, на знак солідарності, жоден мусульманин не скористався конфіскованим майном. Через це багато хто з євреїв вступив до Руху Опору, був спійманий і відправлений до трудових таборів, або страчений. Юденрат допомагав у військовій логістиці з матеріального постачання. 8 листопада 1942 року в місті Алжир відбулося повстання під керівництвом Ж. Абулькера, місто було оголошено нейтральною територією. Після операції з висадки союзників 1942 року на північному узбережжі Алжиру і Марокко, умовна назва «Смолоскип», при владі в Алжирі залишились колишні вішісти, що порвали з режимом Філіппа Петена. Попри протести міжнародних організацій і Французького комітету національного визволення на чолі з де Голлем вони не тільки обмежили права євреїв, але й організували для них спеціальні концентраційні табори. Лише в жовтні 1943 року, після особистого втручання президента США Франкліна Делано Рузвельта, дію декрету Крем'є було відновлено. 1947 року була створена Федерація єврейських громад Алжиру, що об'єднувала 60 місцевих громад.

### Війна за незалежність
Під час війни за незалежність Алжиру (1954—1962) більшість алжирських євреїв стала на бік Франції, проти руху алжирців за незалежність, пізніше вони відкинули ту частину офіційної політики, яка пропонувала незалежність Алжиру і солідаризувалися з Секретною збройною організацією (фр. Organisation Armée Secrète; СЗО). Частина євреїв активно підтримували боротьбу алжирських націоналістів з Фронту національного визволення (ФНВ) проти Франції, хоча більшість населення зайняло нейтральну позицію і намагалось уникнути насильства. Не зважаючи на все це алжирський Фронт національного визволення зайняв антиєврейську позицію, через відмову в жовтні 1956 року великого ребе Алжиру підтвердити на офіційному рівні підтримку незалежності Алжиру. Наприкінці листопада 1956 року Алжирський єврейський комітет соціальних досліджень відповів, що не є політичною організацією, тому будь-яке прийняття рішення повинно бути виключно індивідуальним і закликав до миру. Значна кількість євреїв, відчуваючи більшу соціально-культурну єдність з європейським населенням країни, встає на бік уряду в цьому конфлікті. У відповідь на це ФНВ розпочинає терор: у лютому 1958 року були вбиті два єврейські емісари, 12 грудня 1960 року спаплюжені Велика синагога в Алжирі і єврейське кладовище в Орані, 1961 року цирульник Х. Шукрун вбитий на вулиці ударом ножа в спину, на стінах вулиць з'являються написи «Смерть євреям!». У 1961—1962 роках багато євреїв стали жертвами також контртерору Секретної збройної організації, що виступала проти незалежності Алжиру.

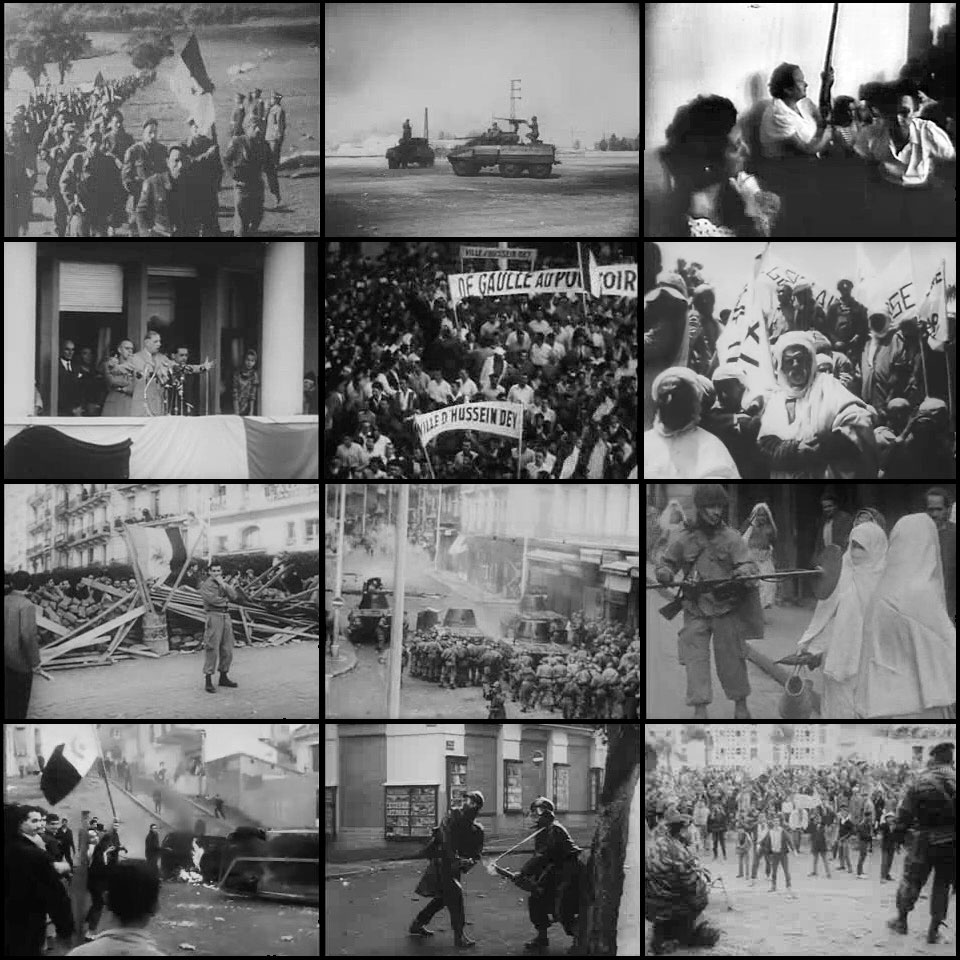
Алжирська війна
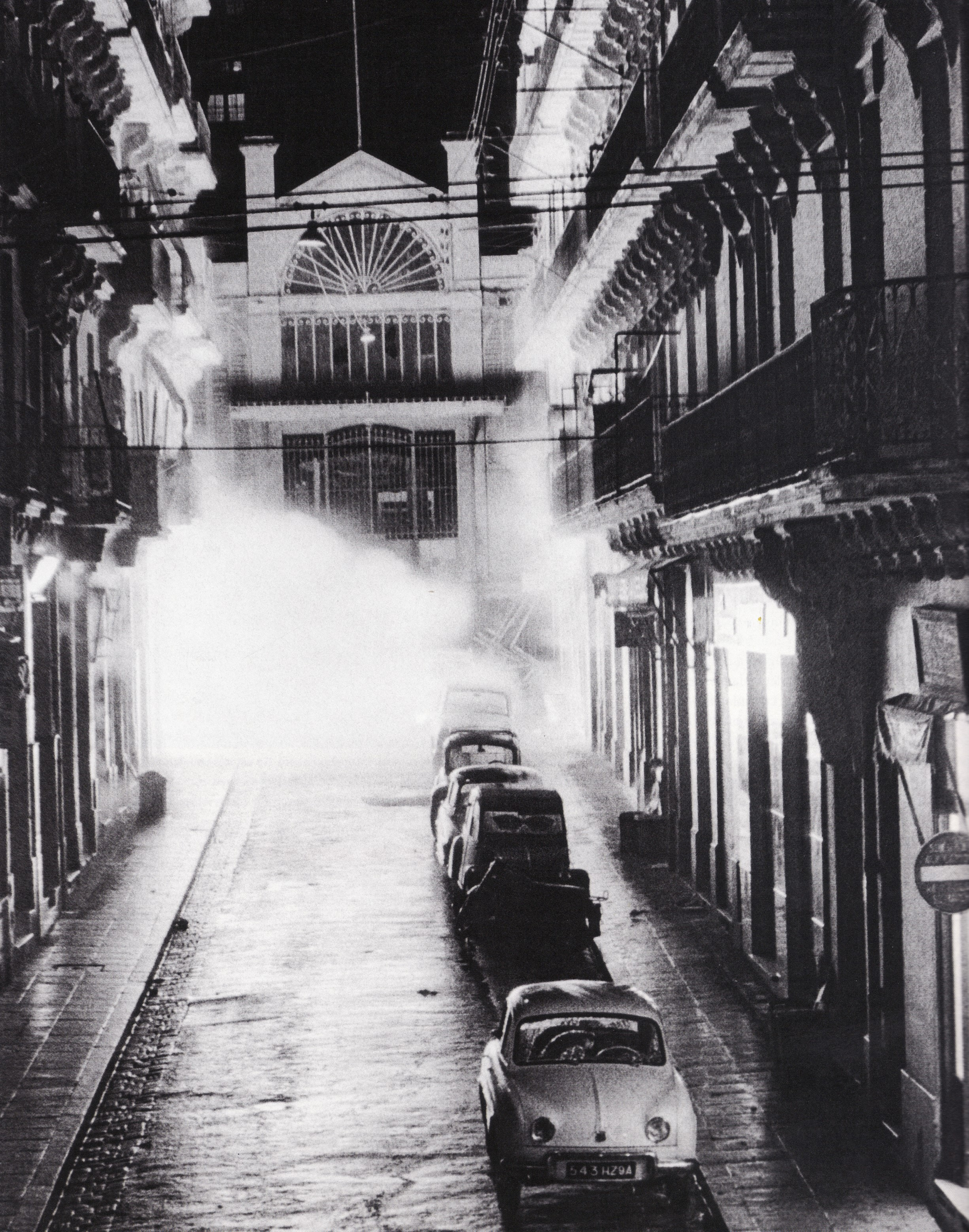
Терористична атака СЗО в Ель-Уеді

1961 року мзабські євреї, на яких до того не поширювалась дія декрету Крем'є, отримали громадянство.
8 січня 1961 року у Франції відбувся референдум щодо самовизначення Алжиру, на якому 75 % голосів були віддані за самовизначення. Секретна збройна організація розпочала терор, метою якого був зрив мирних перемовин щодо незалежності Алжиру, а цілей були навіть Шарль де Голль і Жан-Поль Сартр. На мирних перемовинах 1961 року між Францією і ФНВ представники метрополії висували пропозицію про те, щоб після отримання Алжиром незалежності єврейська громада залишилась в ньому і слугувала своєрідним медіатором між європейською Францією і магрибським Алжиром. Однак, ФНВ відмовився навіть розглянути таку можливість, задекларувавши принцип одна держава — одна нація, тобто «Алжир для алжирців»! 18 травня 1962 року були підписані Евіанські угоди, згідно яким, французи, які не бажають залишатися в Алжирі, будуть репатрійовані. Адмірал Луї Кан, голова Всесвітнього єврейського союзу (івр. כָּל יִשְׂרָאֵל חֲבֵרִים‎), домігся від президента де Голля, щоб у число репатріантів були включені і євреї, так як вони не становлять окремої етнічної групи, але глибоко інтегровані в європейське суспільство.
Війна й терор змусили до кінця липня 1962 року 70 тис. євреїв переїхати до Франції, 5 тис. до Ізраїлю (загалом 80 % євреїв). За іншими даними до Франції емігрувало 100—120 тис., а до Ізарїлю 7 тис. алжирських євреїв. Так, 1982 року в Паризькому окрузі жило 46,9 тис. євреїв — вихідців з Алжиру.

### Незалежний Алжир
Після підписання Евіанських угод в березні 1962 року і прийняття 1963 року закону про громадянство, який визначав громадянами незалежного Алжиру лише тих, хто сповідує іслам, або нащадків мусульман по батьківській лінії, відбувається масова еміграція євреїв з Алжиру. Наприкінці французького правління в країні налічувалось близько 150 тис. євреїв, а в жовтні 1962 року лише 25 тис. (6 тис. в столиці). Переселенці з провінції до міст швидко організовуються в громади, 1957 року в країні було 128 населених пунктів з єврейськими громадами, а 1966 року — 293. Перший голова незалежного Алжиру, Ахмед Бен Белла намагався нормалізувати відносини з євреями, але після приходу до влади прорадянськи налаштованих сил на чолі з Хуарі Бумедьєном 1965 року положення євреїв погіршилося: податки збільшені, Верховний суд офіційно позбавив захисту, розпочався економічний бойкот єврейських підприємств і магазинів, синагоги спаплюжені й перетворені на мечеті, кладовища зруйновані. Євреї віддавалися до суду за надуманими звинуваченнями, один єврей був страчений. Більшість алжирських євреїв в цей емігрували до Франції як пьє-нуар, а марокканські євреї, що мешкали в Алжирі, та євреї оази Мзаб, на яких не поширювалась дія закону з репатріації переселились до Ізраїлю. 5 червня 1967 року Алжир оголосив війну Ізраїлю і надав військову допомогу Єгипту. Коли останній погодився на припинення вогню, алжирці влаштували демонстрацію протесту, а Бумедьєн особисто вимагав від СРСР твердої антиізраїльської політики. 1968 року члени терористичної організації Народний фронт визволення Палестини викрали літак ізраїльської цивільної авіакомпанії Ел-Ал і посадили його в Алжирі. Команда літака і всі пасажири чоловіки — громадяни Ізраїлю кілька тижнів залишалися ув'язненими в Алжирі й були обміняні на ув'язнених в Ізраїлі терористів.

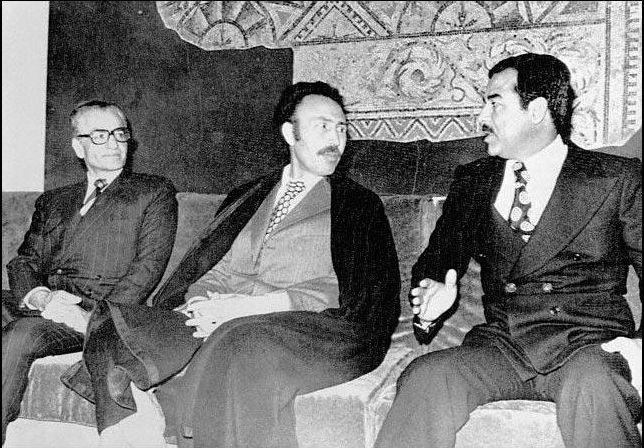
Реза Пахлеві, Хуарі Бумедьєн і Саддам Хусейн, 1975 рік
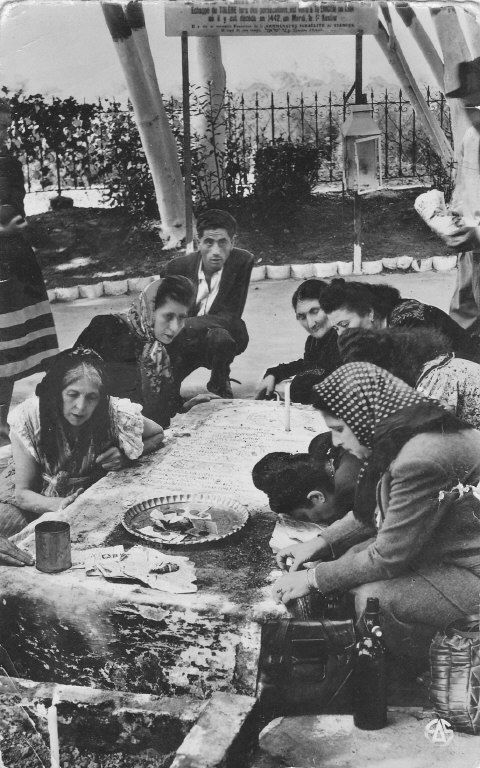
Євреї на могилі в Тлемсені
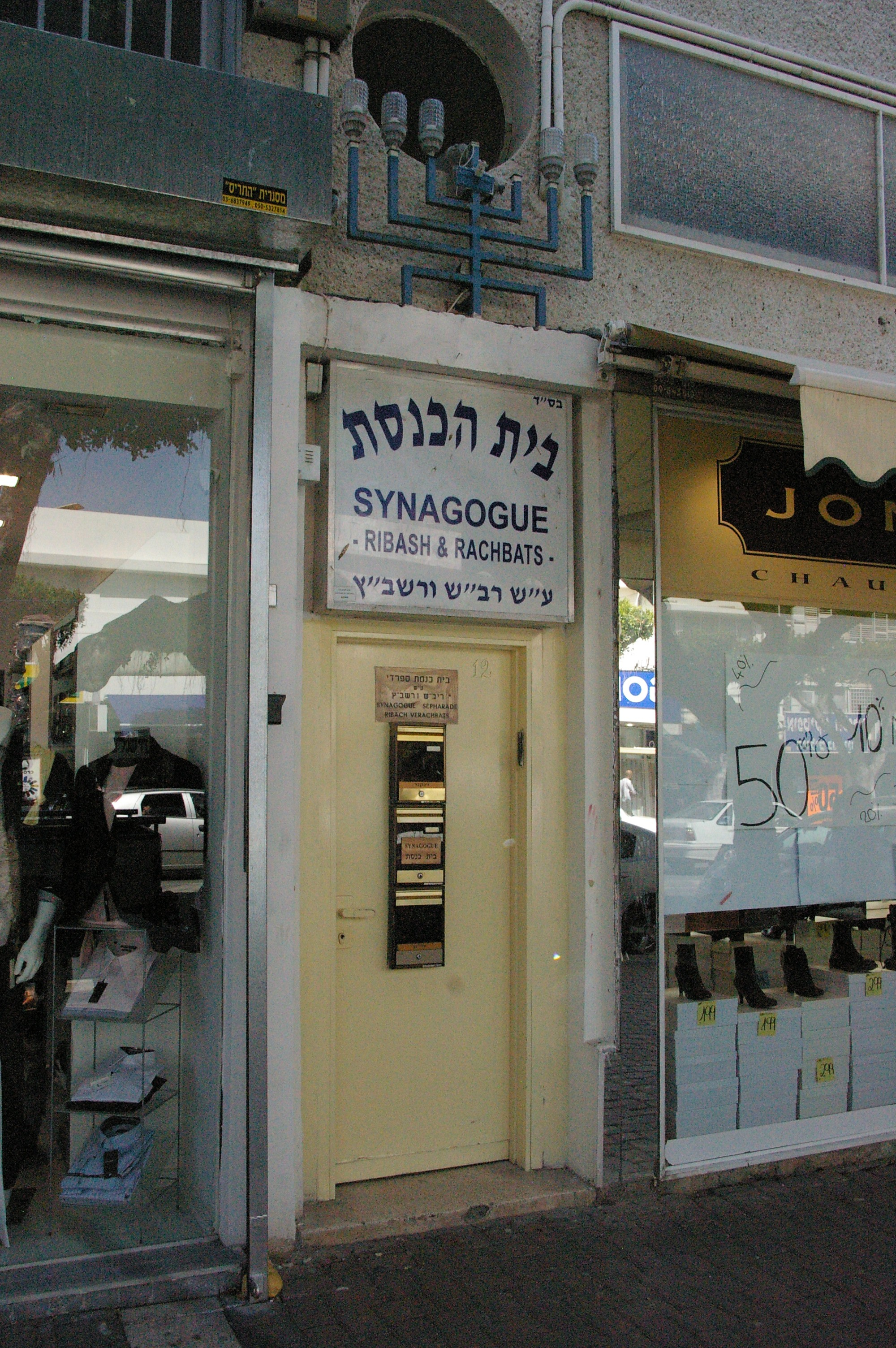
Синагога алжирських репатріантів у Нетанії, Ізраїль
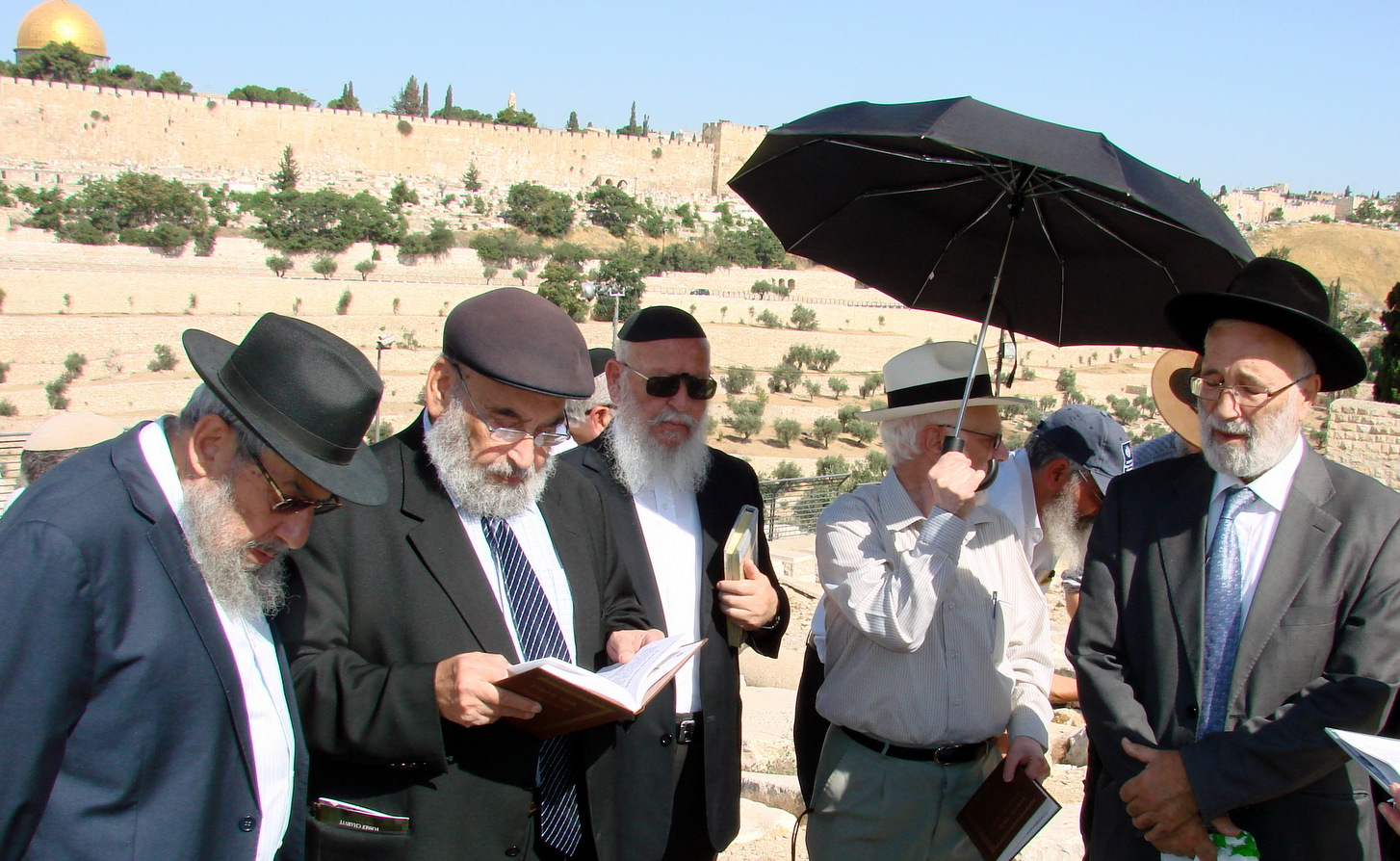
Алжирські євреї в Єрусалимі

З середини 1990-х років уряд Алжиру веде внутрішню боротьбу з ісламськими радикалами-фундаменталістами, що змусило його припинити підтримку терористичних палестинських угруповань.

## Чисельність
Протягом останніх 400 років чисельність єврейського населення то зростала, то знижувалася — в залежності від економічного і політичного стану в країні. У XVI столітті, результаті нападу іспанців на портові міста, чисельність населення знизилася з 2 тис. до 750 осіб. У XVII—XVIII століттях число євреїв збільшилася до 15 тис., а потім впало до 5 тис. осіб. 1830 року в Алжирі мешкало 15—17 тис. євреїв, з них в Алжирі — 6,5 тис., в Орані — 2 тис., Константіні — 3 тис., Тлемсені — 1 тис.. Від 1902 року, з ураженням антисемітської партії на парламентських виборах у Франції, єврейське населення поступово стало збільшуватися: 10,8 тис. осіб 1901 року, 17,0 тис. осіб 1921 року, 23,5 тис. осіб 1931 року, 25,9 тис. осіб 1941 року. З початком арабського національного повстання проти Франції 1954 року багато євреїв з провінції переселилося до столиці. Із здобуттям незалежності Алжиру, понад 95 % єврейського населення столиці (34 тис. осіб), 1963 року в місті Алжир залишалося всього 2,5 тис. євреїв, а 1969 року лише кілька сотень людей. Загалом до 1973 року в країні залишалось 1 тис. євреїв, до 1982 року — 300 осіб, до 1998 року — лише 80 євреїв, в переважній більшості людей похилого віку. До Ізраїлю репатріювалось близько 25,7 тис. євреїв.

## Одяг
На початку XX століття алжирські єврейські чоловіки одягались в «шадрію», жилет з широкими рукавами, і «сарвал», панталони, що підперезували паском («хізам»), зверху накидували великі бурнуси з китицями, на голові носили «тарбуш», довгастий тюрбан з шовковою китицею. На початку XX століття єврейки в Алжирі одягались в «беденор», своєрідну сукню з ліфом і мереживами, і тільник до талії з довгими рукавами, на голові носили хустинку «такріту», підперезувались паском з шовку. У більш давні часи єврейки на голові носили високі конусовиді шоломи, подібні до англійських XV століття.

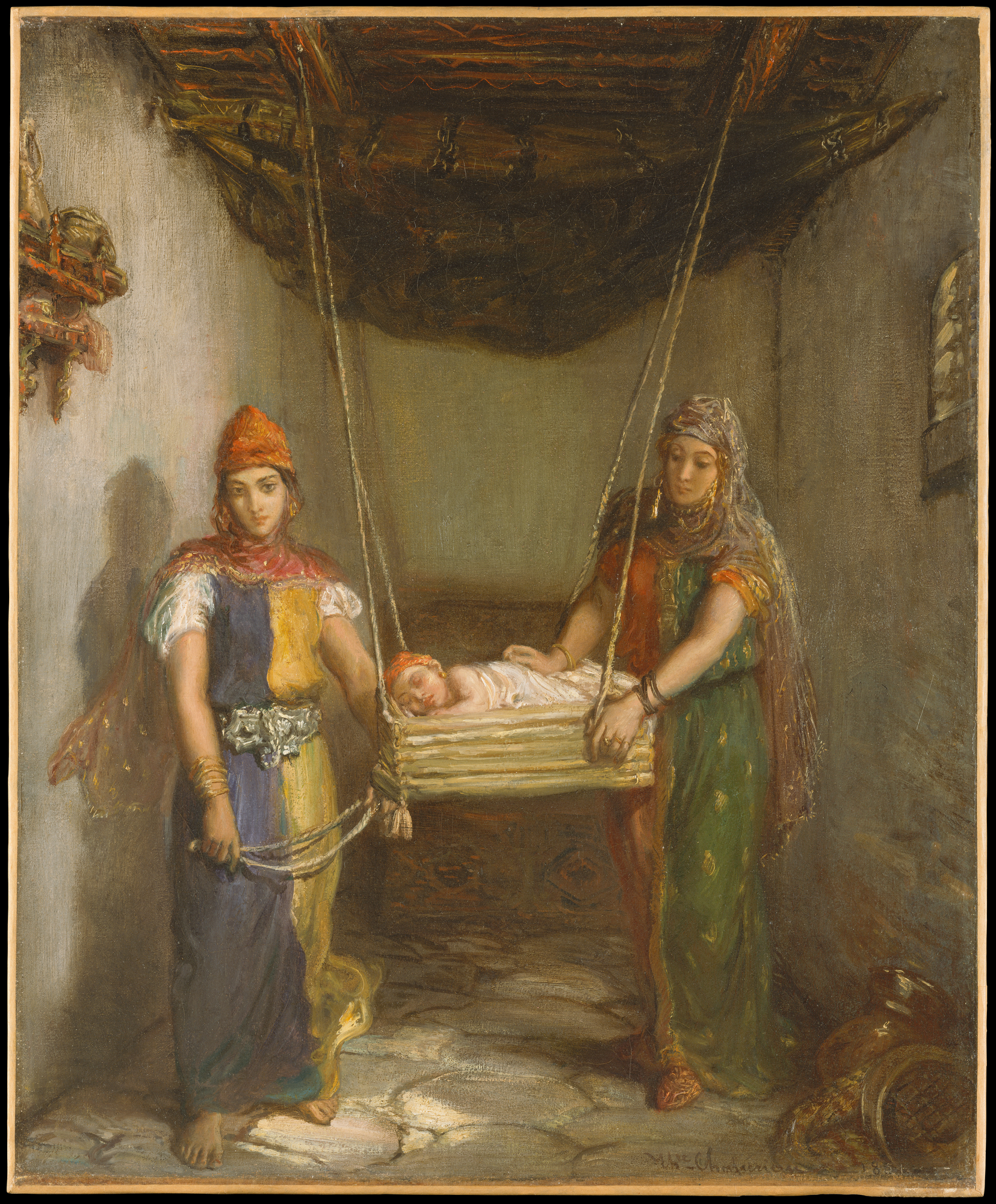
Алжирські єврейки, 1851 рік
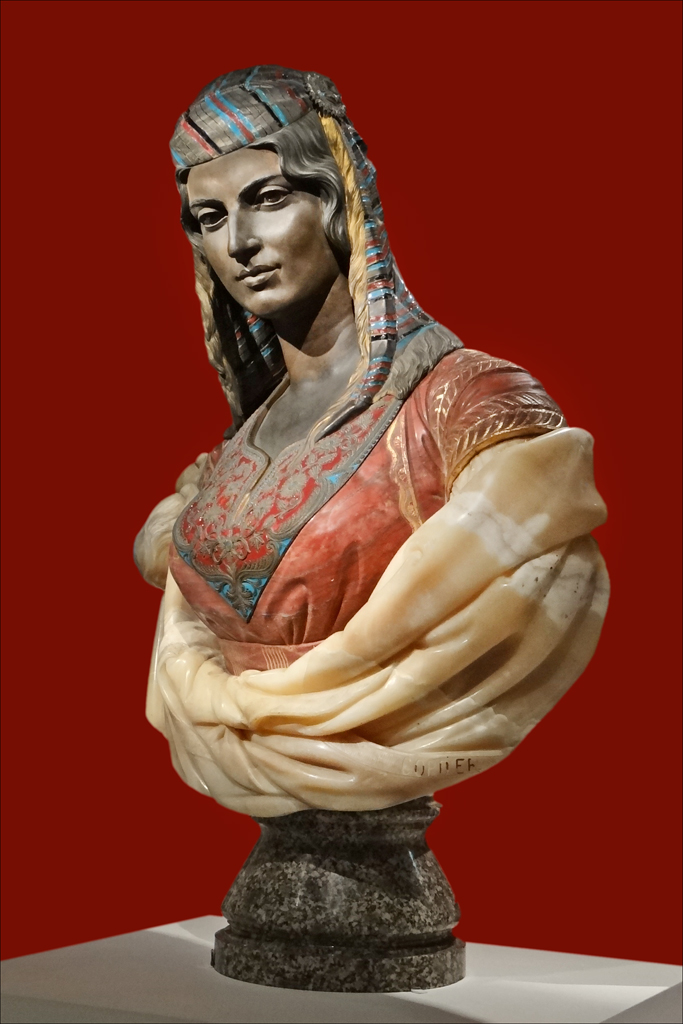
Бронзове емальоване погруддя алжирської єврейки, Шарль Кордьє, 1857 рік
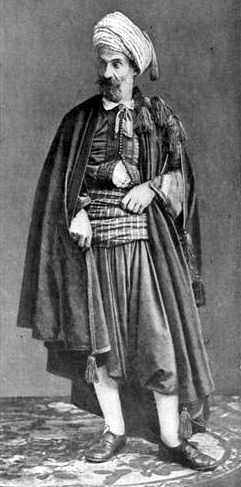
Алжирський єврей кінця XIX століття
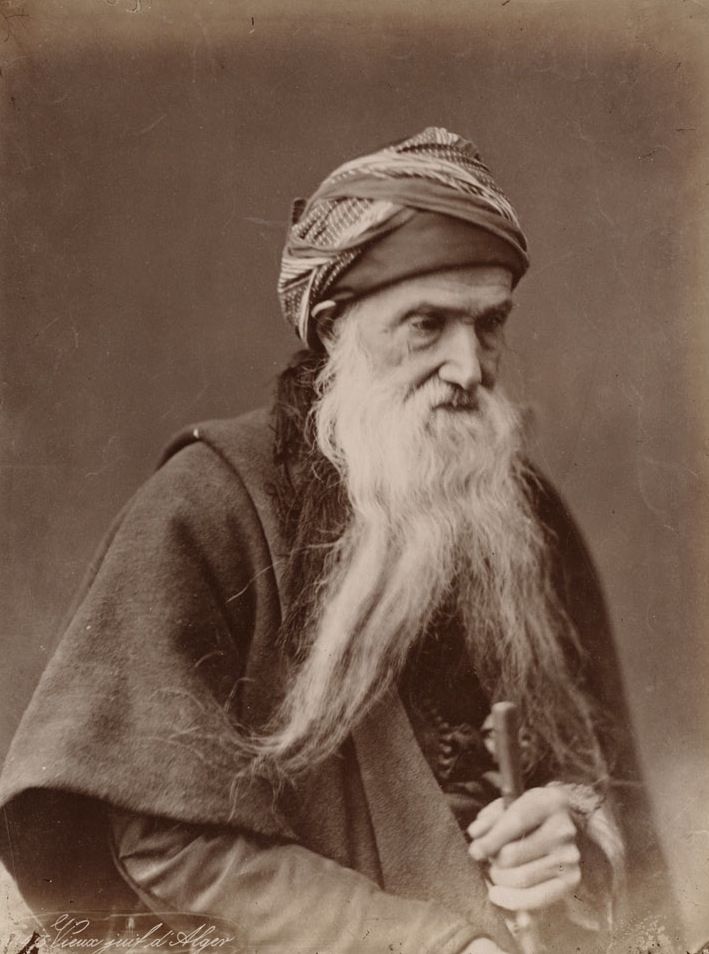
Старий єврей
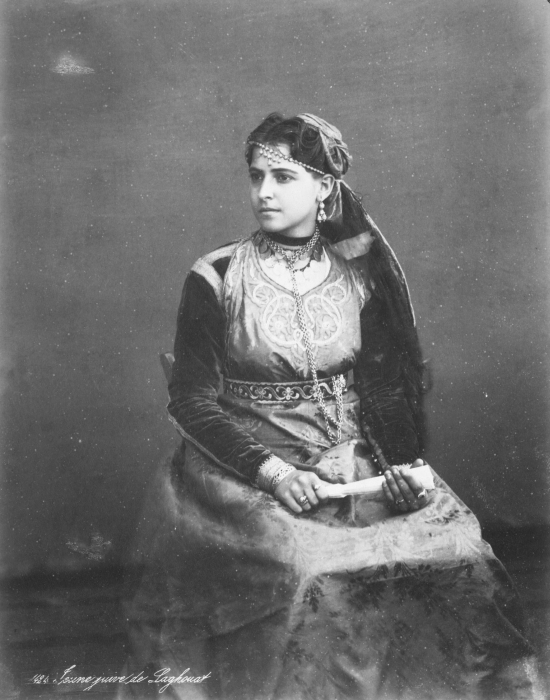
Євреї Константіни, 1856—1858 роки
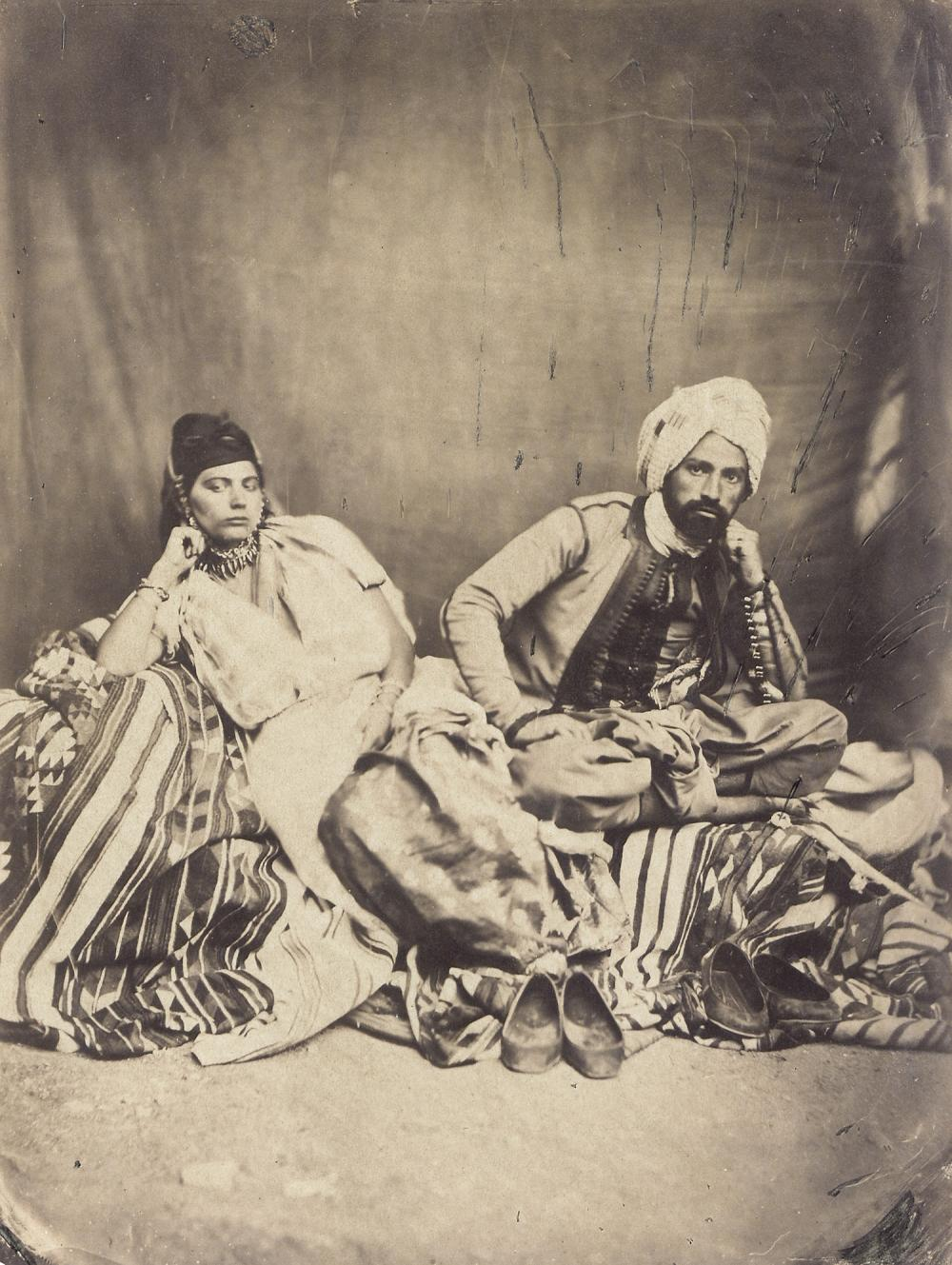

## Відомі алжирські євреї
Більшість євреїв, що проживає у Франції на початку XXI століття північноафриканського походження. Так само значна частина іммігрантів з Франції до Ізраїлю складається з євреїв північноафриканського походження.
- Жозе Абулькер (фр. José Aboulker; 1920—2009) — член антинацистського французького підпілля.
- Алон Абутбул (фр. Alon Abutbul; 1965) — ізраїльський актор.
- Франк Амсаллем (фр. Franck Amsallem; 1961) — джазовий піаніст і композитор.
- Франсуаза Атлан (фр. Françoise Atlan; 1964) — французька співачка.
- Іван Аттал (фр. Yvan Attal; 1965) — французький кінорежисер і актор.
- Жак Атталі (фр. Jacques Attali; 1943) — французький письменник, економіст, член Більдерберзької групи.
- Алан Афлелу (фр. Alain Afflelou) — підприємець.
- Денні Аялон (фр. Danny Ayalon; 1955) — ізраїльський дипломат, політик.
- Жан-П'єр Бакрі (фр. Jean-Pierre Bacri; 1951) — французький актор і сценарист.
- Ерік Бенаму (фр. Eric Benhamou; 1955) — виконавчий директор компанії 3Com, філантроп.
- Барух Бенасерраф (фр. Baruj Benacerraf; 1920—2011) — американський іммунолог, нобелівський лауреат (1980), алжирський єврей по матері.
- Поль Бенасерраф (фр. Paul Benacerraf; 1931) — американський філософ, алжирський єврей по матері.
- Моріс Бенаюн (фр. Maurice Benayoun; 1957) — французький митець, художник-інсталятор.
- Жан Бенгігі (фр. Jean Benguigui; 1944) — французький актор.
- Мішель Беніта (фр. Michel Benita; 1954) — французький джазовий контрабасист, алжирський єврей по батькові.
- Даніель Бенсаїд (фр. Daniel Bensaïd; 1946—2010) — французький філософ і троцькіст, алжирський єврей по батькові.

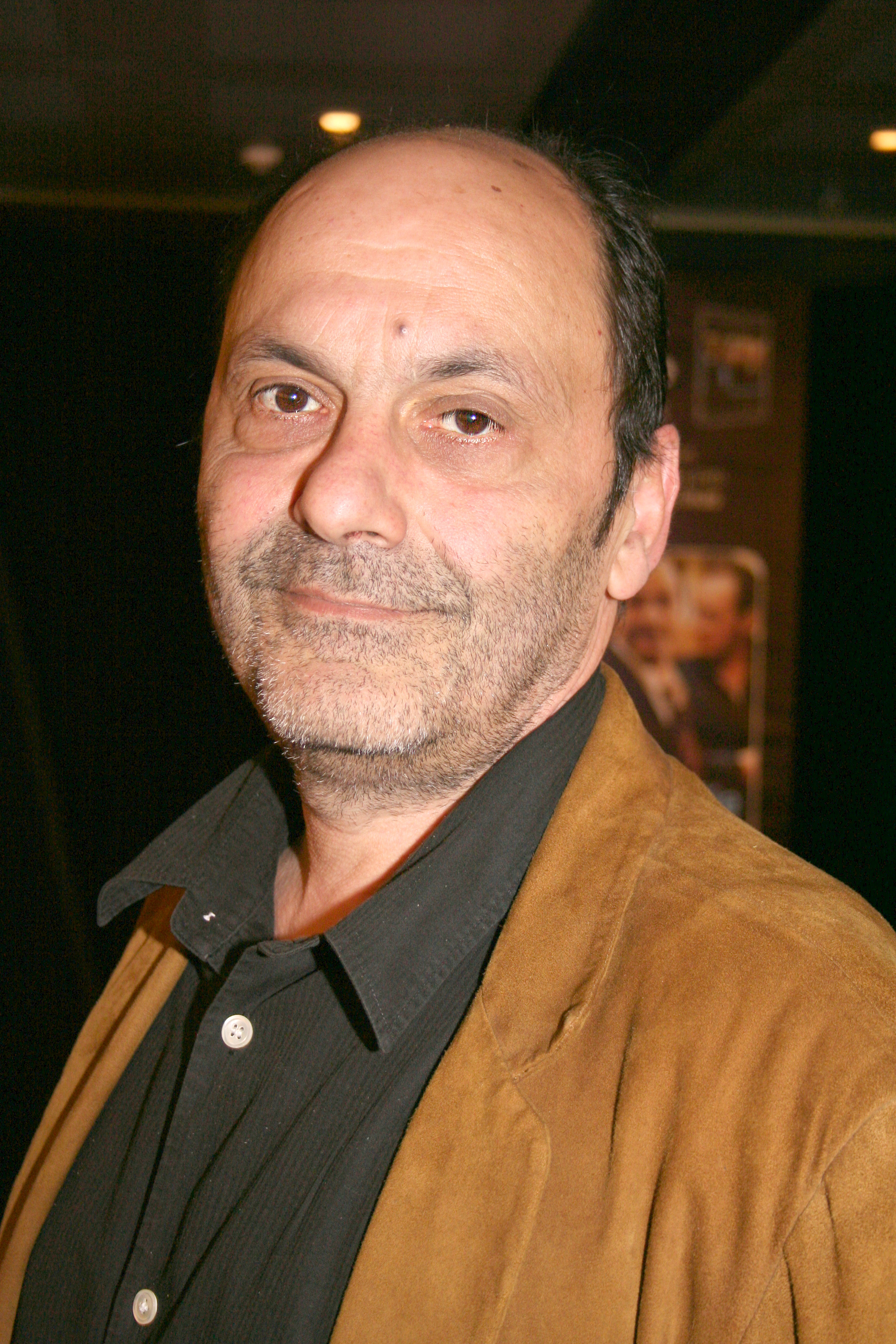
Жан-П'єр Бакрі
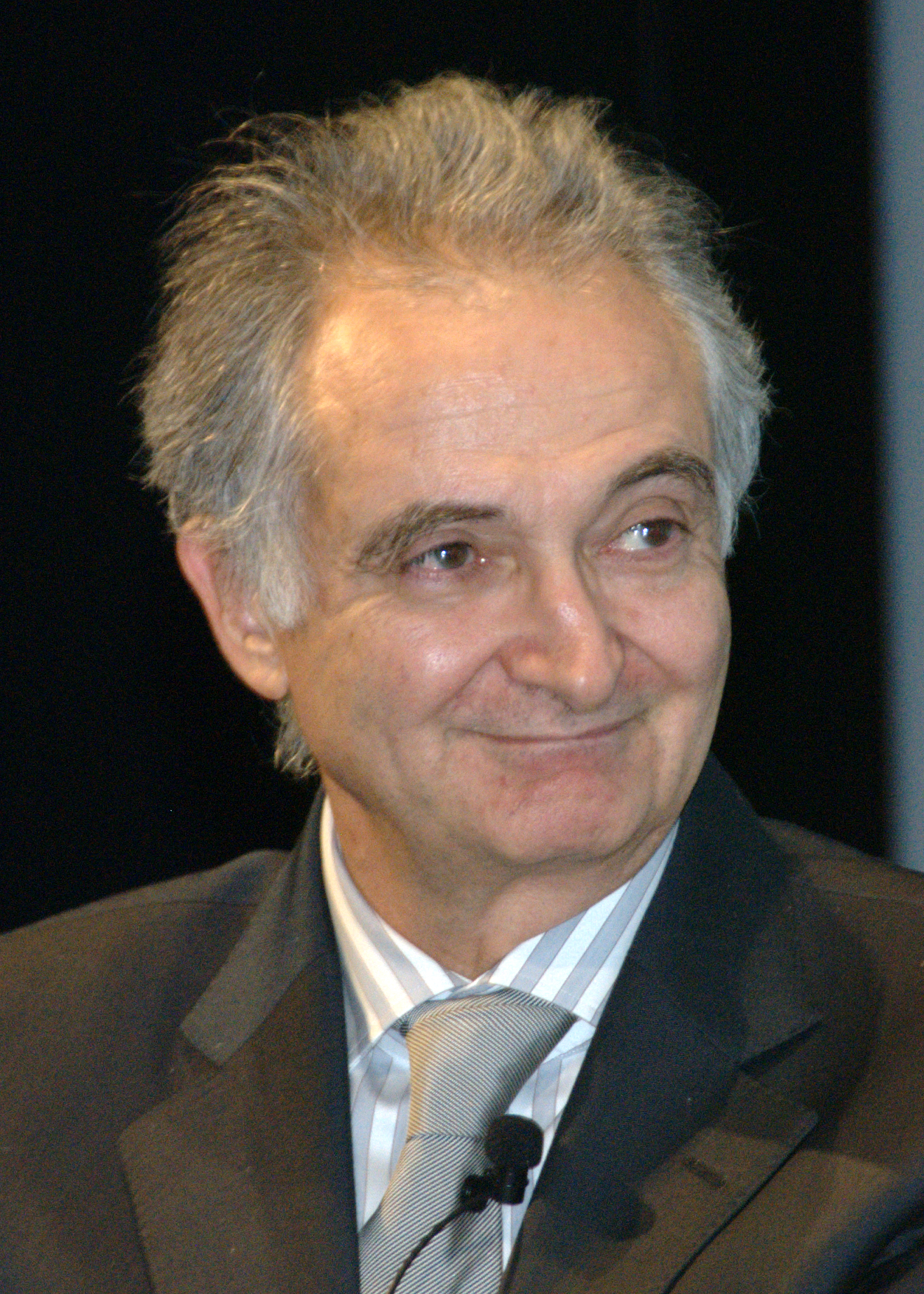
Жак Атталі
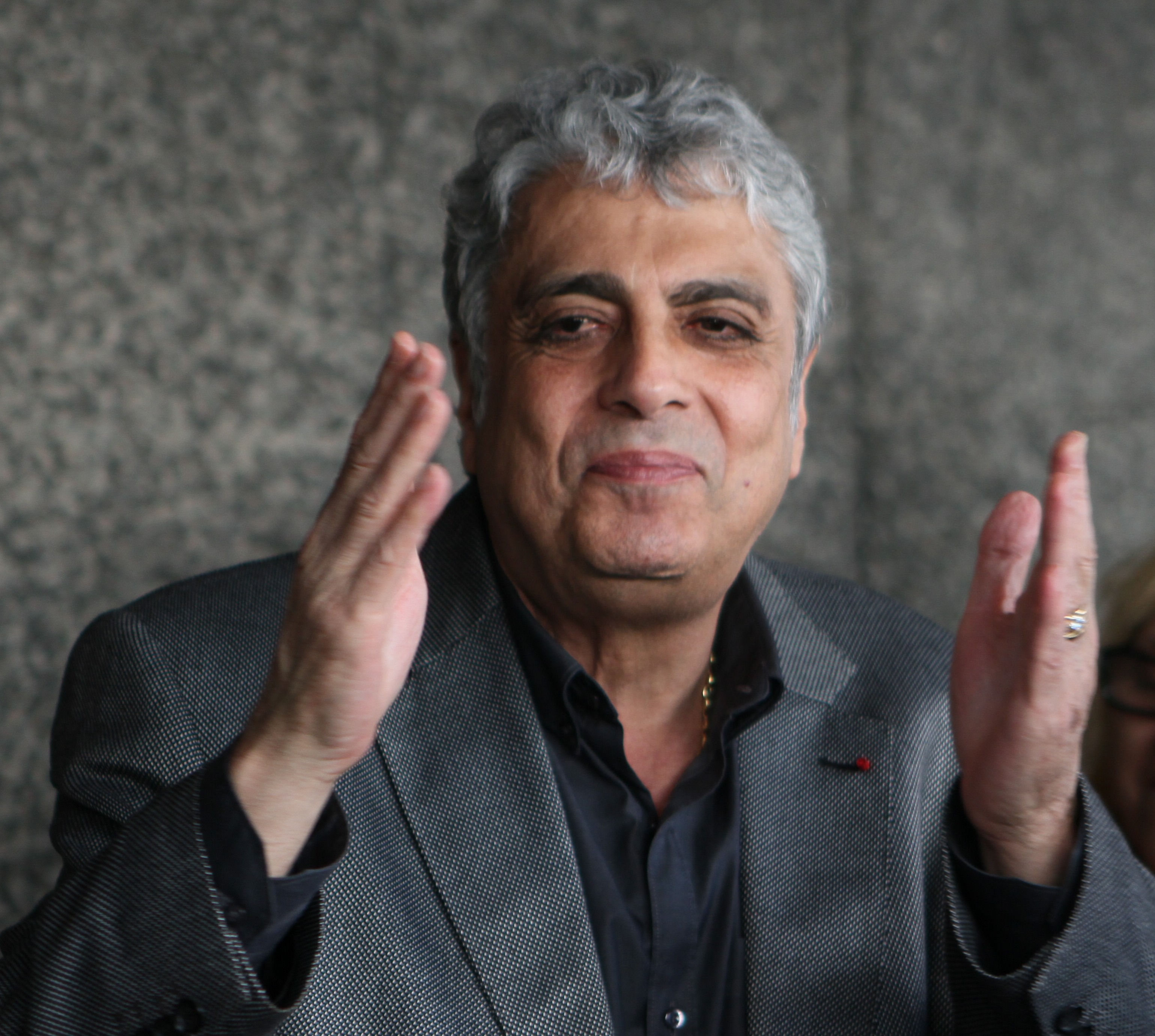
Енріко Масіас
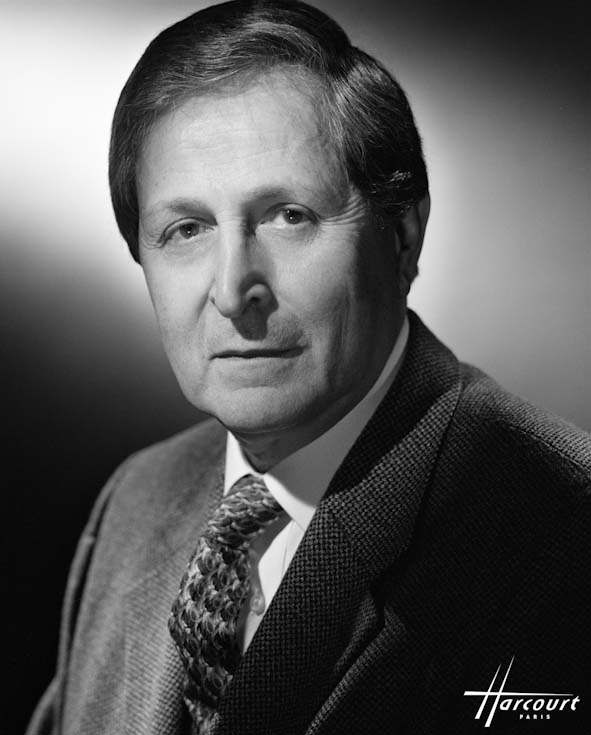
Клод Коен-Таннуджі
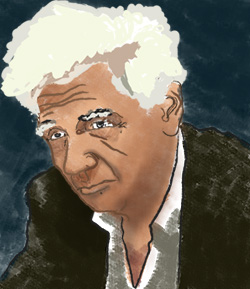
Жак Дерріда
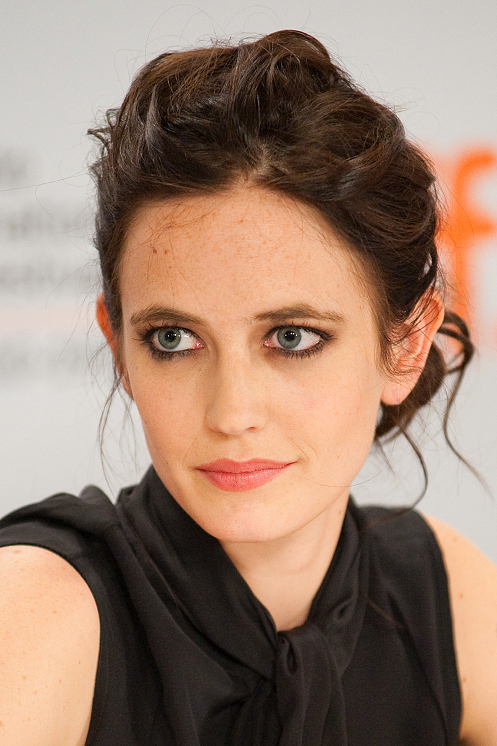
Єва Грін

- Рішар Беррі (фр. Richard Berry; 1950) — французький актор, кінорежисер і сценарист.
- Лілі Боніш (фр. Lili Boniche; 1921—2008) — алжирський співак.
- Патрік Брюель (фр. Patrick Bruel; 1959) — французький співак і актор.
- Єва Гаель Грін (фр. Eva Green; 1980) — французька акторка і модель.
- Жерар Дармон (фр. Gérard Darmon; 1948) — французький актор і співак.
- Жак Дерріда (фр. Jacques Derrida; 1930—2008) — французький філософ.
- Паскаль Ельбе (фр. Pascal Elbé; 1967) — французький актор і кінорежисер.
- Жан-П'єр Елькабаш (фр. Jean-Pierre Elkabbach; 1937) — французький журналіст.
- Марлен Жобер (фр. Marlène Jobert; 1940) — французька акторка, співачка, автор текстів.
- Ерік Заммур (фр. Eric Zemmour; 1958) — французький журналіст.
- Клод Зіді (фр. Claude Zidi; 1934) — французький кінорежисер.
- Робер Коен (фр. Robert Cohen; 1930) — французький боксер, чемпіон світу в надлегкій вазі.
- Ані Коен-Солал (фр. Annie Cohen-Solal) — біографіст Жана-Поля Сартра.
- Клод Коен-Таннуджі (фр. Claude Cohen-Tannoudji; 1933) — французький фізик, нобелівський лауреат (1997).
- Жан-Франсуа Копе (фр. Jean-François Copé; 1964) — французький політик, алжирський єврей по матері.

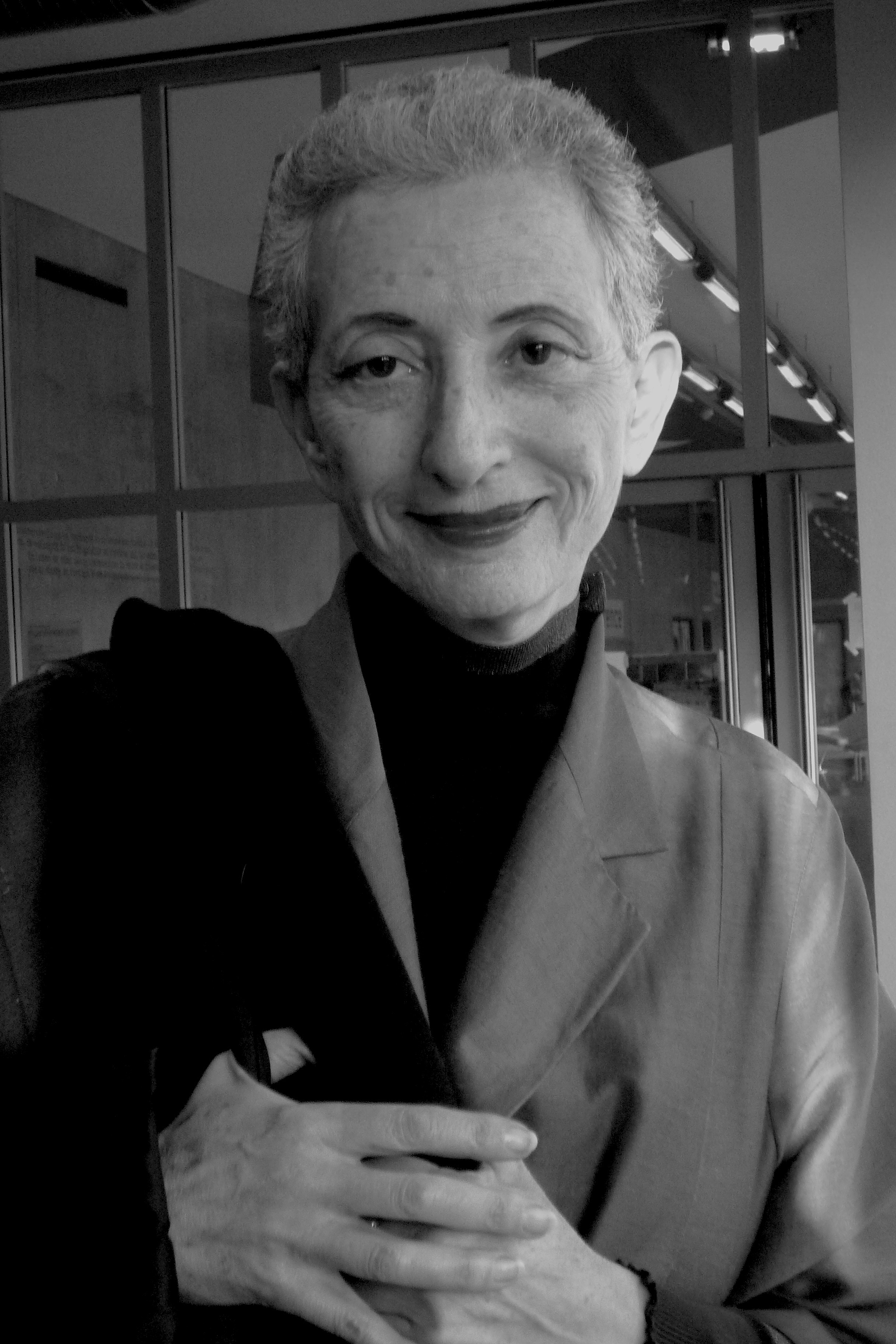
Елен Сіксу
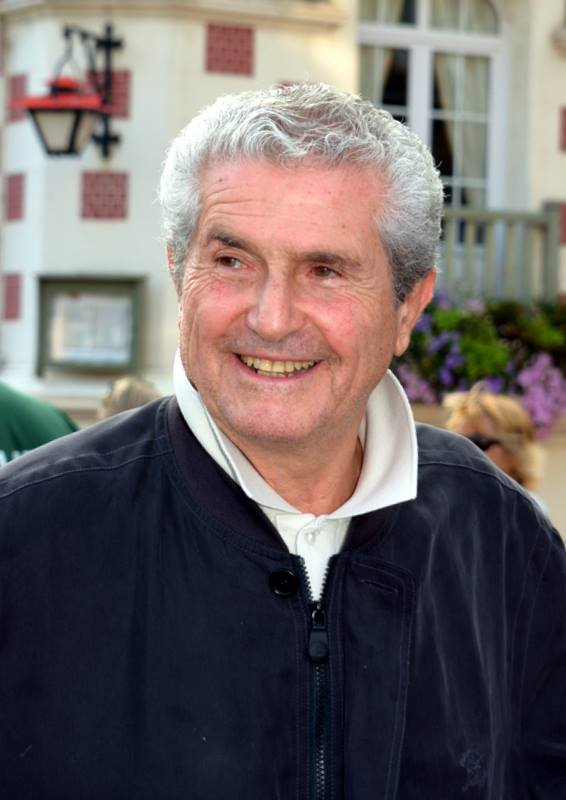
Клод Лелуш
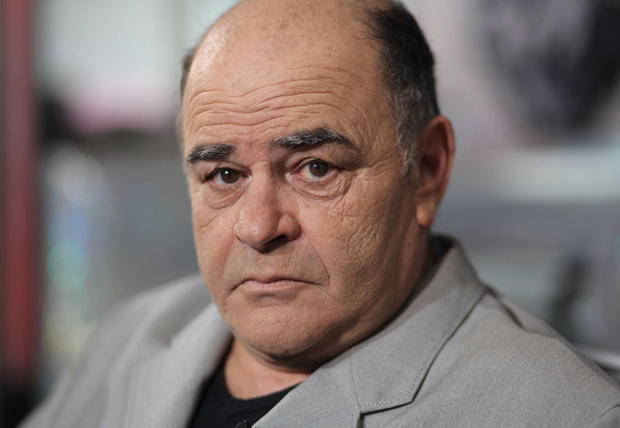
Жан Бенгігі
Жан-Франсуа Копе
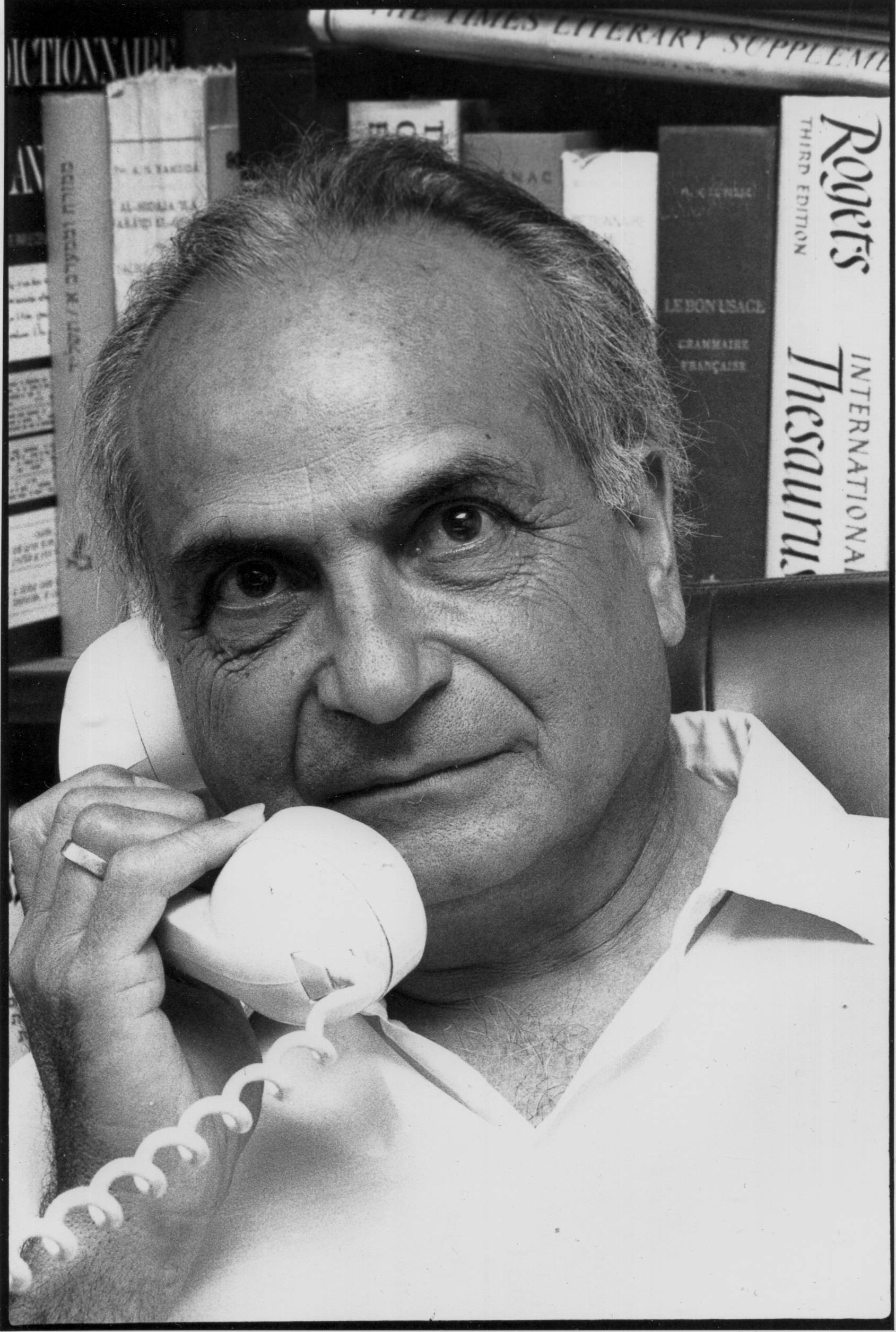
Андре Шуракі
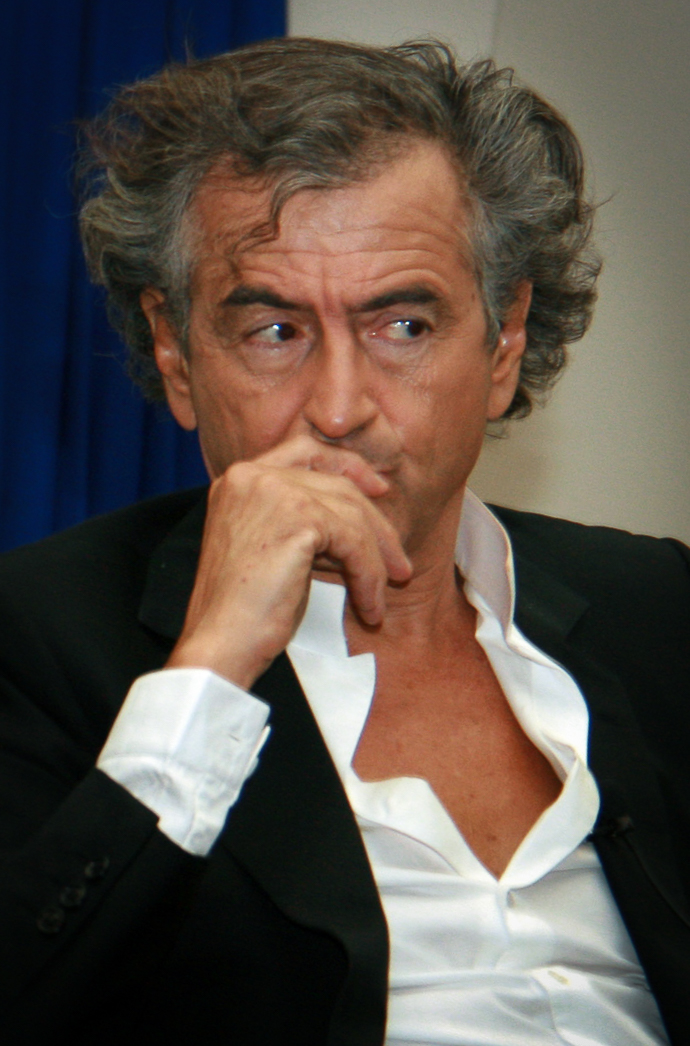
Бернар-Анрі Леві

- Сай Кьорнін (фр. Cy Curnin; 1957) — співак гурту The Fixx, алжирський єврей по матері.
- Бернар-Анрі Леві (фр. Bernard-Henri Lévy; 1948) — французький філософ, письменник, політичний журналіст.
- Клод Лелуш (фр. Claude Lelouch; 1937) — французький кінорежисер, алжирський єврей по батькові.
- Ренетт Люранез (фр. Reinette L'Oranaise; 1911—1998) — французький співак.
- Енріко Масіас (фр. Enrico Macias; 1938) — французький співак.
- Елен Сіксу (фр. Hélène Cixous; 1937) — французька письменниця-феміністка.
- Мартіал Солал (фр. Martial Solal; 1927) — джазовий піаніст і композитор.
- Бенжамін Стора (фр. Benjamin Stora; 1950) — французький історик.
- Патрік Тімсіт (фр. Patrick Timsit; 1959) — французький комедійний актор, гуморист.
- Альфонс Халімі (фр. Alphonse Halimi; 1932—2006) — французький боксер в надлегкій вазі.
- Рожер Ханін (фр. Roger Hanin; 1925—2015) — французький актор і кінорежисер.
- Алан Шабат (фр. Alain Chabat; 1958) — французький актор.
- Андре Шуракі (фр. André Chouraqui; 1917—2007) — французький письменник.
- Елі Шуракі (фр. Élie Chouraqui; 1950) — французький кінорежисер і сценарист.